# Portugália
Portugália (portugálul Portugal) Magyarországgal közel azonos területű európai ország, amely az Ibériai-félsziget délnyugati részén található. Az európai földrész legnyugatabbra fekvő állama. Északon és keleten egyetlen szárazföldi szomszédjával, Spanyolországgal határos, nyugaton és délen az Atlanti-óceán mossa partjait.
A 15-16. században Portugália létrehozta az első globális tengeri és kereskedelmi birodalmat, amely a világ egyik legnagyobb gazdasági, politikai és katonai hatalmává vált. A történelem során mélyreható kulturális, építészeti és nyelvi befolyást hagyott maga után a világon, és ma mintegy 250 millió ember beszéli a portugált.
Ma a területéhez tartoznak az Atlanti-óceánban fekvő Azori-szigetek (2335 km²) és a Madeira-szigetek (797 km²). Sokáig portugál fennhatóság alá tartozott Makaó, ami 1999-ben került vissza Kínához. Már jóval ez előtt (az 1970-es évek közepén) függetlenné váltak egykori afrikai gyarmatai (Bissau-Guinea, Angola, Mozambik) valamint a Zöld-foki-szigetek.
Portugália egy fejlett ország, magas életszínvonallal. Előkelő helyen áll a demokrácia, a sajtószabadság, a stabilitás , a társadalmi haladás és a jólét terén. Az ENSZ, az Európai Unió, a schengeni övezet, az Európa Tanács (ET), a NATO, az eurózóna, az OECD tagja.

## Etimológia
Az országot a Douro folyó torkolatánál fekvő Porto városról, illetve az egykori Portói Grófságról  (Condado de Portugal) nevezték el.
A „portugál” szó a római-kelta Portus Cale helynévből származik. A „portus” szó kikötőt jelent, a „cale” a legelfogadottabb magyarázat szerint egy helyi kelta népcsoport nevéből eredt, azaz a név jelentése a „kelták kikötője” lehetett.

## Földrajz

Portugália domborzati térképe

### Domborzat
Portugália a Pireneusi-félsziget 1/6 részét foglalja el. Az ország területét a Tejo és a Douro folyó három részre osztja. Az északi rész völgyekkel tagolt felföld, aminek magassága csak helyenként éri el az 1500 m-t, éghajlatában az óceáni jelleg dominál.
A Douro és Tejo közötti középső rész magasabb (csaknem 2000 m-ig), hegyvidéki jellegű. A Közép-Portugáliai hegyvidék legmagasabb vonulata a Portugál-választóhegység (Serra da Estrela), aminek folytatása Spanyolországban a Kasztíliai-választóhegység. Itt van a kontinentális Portugália legmagasabb pontja, az 1993 méter magas Pico Torre.
A Tejótól dél felé fekvő országrész alföld, illetve fennsík; a partvidéken homokos és sziklás szakaszok váltakoznak. Dél-Portugália két nagy tájegysége az Alentejo (nagyjából 400 m magas, folyókkal szabdalt tönkfelszín) és az Algarve (a spanyolországi Sierra Morena folytatása).

### Vízrajz
Portugália vízrajzának fő jellemzője, hogy a terep a félsziget középső részéről a tengerpart felé lejt; ezért a jelentősebb vízfolyások Spanyolországban erednek, és nagyjából nyugat felé folynak. A legnagyobb folyók a Tejo, a Douro és a Guadiana – a Douro vízhozama a legnagyobb, viszont a Tejo vízgyűjtő területe öleli fel az ország területének 40%-át (Douro: 21%). Északon a Minho, északkeleten a Douro egy-egy szakaszon Portugália és Spanyolország természetes határa. A legnagyobb, Portugáliában eredő folyó a Coimbra városán átfolyó Mondego.

### Éghajlat
Portugália éghajlata a Köppen-Geiger osztályozáson mediterrán, az északi partvidéken annak hűvös nyarú változatával találkozunk, az ország nagyobb részén azonban a meleg vagy forró nyarú változat alakult ki. Az éves középhőmérséklet északon 15 °C, a déli partvidéken azonban már 18 °C. A csapadék északon több, mint délen; az évi 2500 mm csapadék nagyrészt télen hullik le. A Tejótól délre az évi csapadék már csak 500–700 mm, sőt a déli Algarve tartományban csak 450 mm. A tengerpartról az ország belseje felé haladva erősödik az éghajlat kontinentális jellege: egyre kevesebb a csapadék, nő mind a napi, mind a szezonális hőingás.

### Növény- és állatvilág

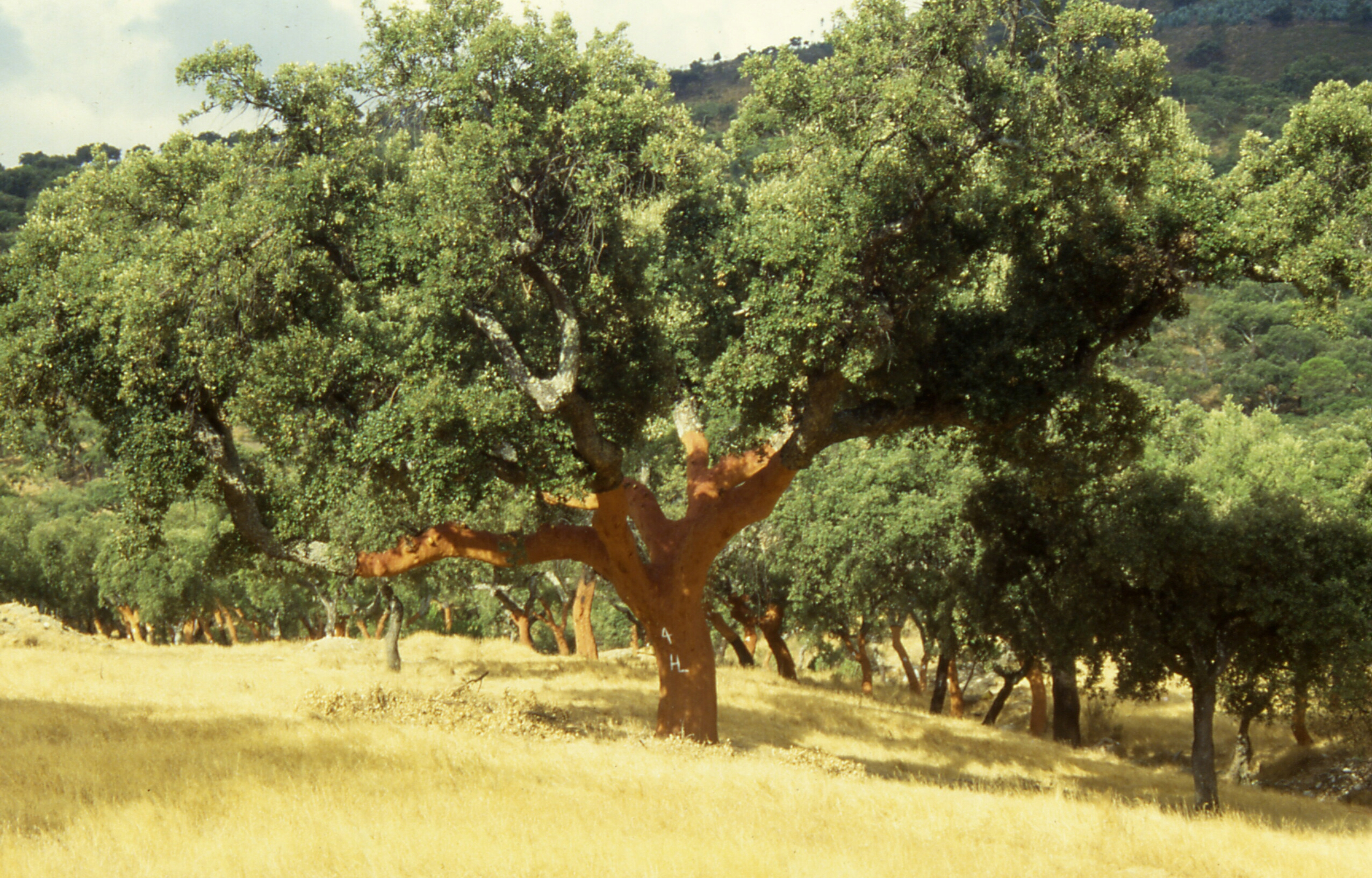
Paratölgy

Az éghajlat változékonysága miatt nagyon gazdag a növényvilág. Az egész évben nedves északi területeken tölgyesek és bükkösök nőnek; ezeket a kontinentális részeken molyhos tölgyesek, a tengerparti sávban, Közép-Portugáliában tengerparti fenyő és eukaliptusz erdők, délnyugaton pedig mandulafenyő és paratölgy váltja fel.
2011-ben az ország közel 38%-a erdő (4,61% – kocsánytalan tölgy, 4,11% – paratölgy, 5% – pinea liget), 6%-a rét és legelő.
Észak jellemző fái: a fekete- és a paratölgy, a gesztenye, a nyírfák, a jávorfák és az eukaliptusz. Aljnövényzetükben sok a sünzanót, a páfrány és a hanga.
A Tejótól délre para- és örökzöld tölgyerdők nőnek. Jellemzőek a citrusok, a mandula- és tengerifenyő, a datolyapálma valamint az Amerikából honosult agávé és opuntia sövények. Az aljnövényzetben bodorrózsa, kakukkfű, levendula és rozmaring nő.
Portugália állatvilága hasonlít Európa többi országáéhoz. Jellemző a vadkecske és a petymeg. Az északi részen védett faj a vadkecske, a szarvas, a vaddisznó, a borz, a vidra, a menyét és a rétisas. Az ország déli részén egy-két mérgeskígyó faj is előfordul. A tengerben körülbelül 200 halfaj él. A halászok hálójába rendszerint kardhal, szardínia, aranydurbincs, makrahal vagy tonhal akad, de vadásznak errefelé ámbráscetekre is.
A tengerben élnek még osztrigák és egyéb kagylók, homárok, languszták és egyéb rákok, csigák stb. is.

### Környezetvédelem
Portugália természetvédelmi területei: 1 nemzeti park (Parque Nacional), 12 természeti park (Parque Natural), 9 természetvédelmi terület (Reserva Natural), 5 természeti emlék (Monumento Natural), 7 tájvédelmi körzet (Paisagem Protegida).

#### Nemzeti Park
Az egyetlen nemzeti park a Peneda-Gerês Nemzeti Park  (Parque Nacional da Peneda-Gerês) Portugália északnyugati részén. 1971. május 8-án alapították.
Ezen kívül számtalan természetvédelmi terület található az országban.

#### Természeti világörökség
A madeirai babérlombú erdők az UNESCO által elismert természeti világörökség.

## Történelem

### A portugál királyság megalakulása előtt

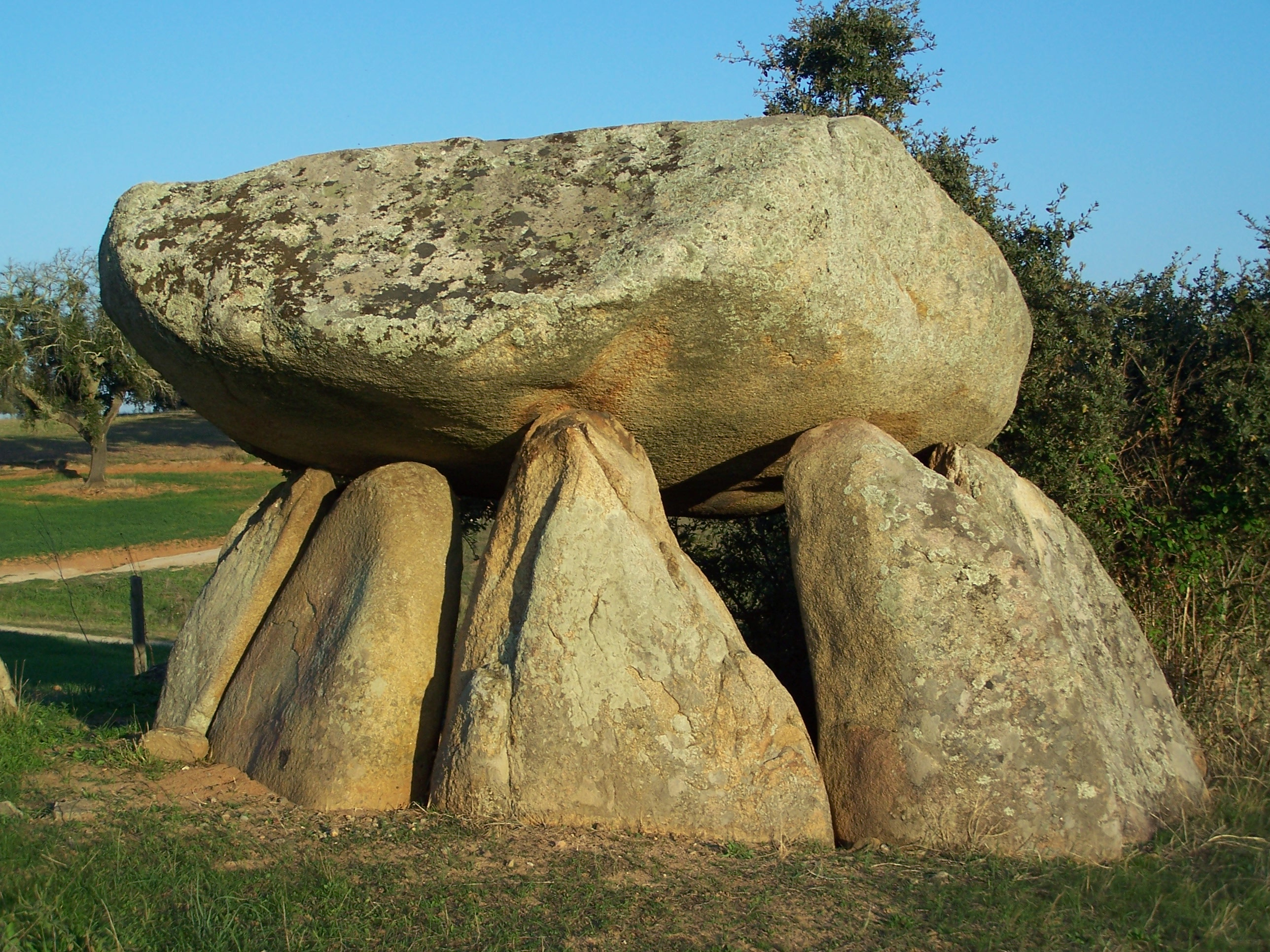
Dolmen, megalitikus kultúrák Mora

Portugália őslakóinak az ibéreket tekintjük, akik i. e. 1600 körül vándoroltak ide Észak-Afrikából vagy a Mediterráneum keleti részéből. Az ibérek és az ezer évvel utánuk (az i. e. 7–6. században) bevándorolt kelták keveredéséből alakult ki a terület keltibér lakossága. A luzitánok keltibér törzsét a Római Birodalom csak közel két évszázados (i. e. 194 – i. e. 27) küzdelemben tudta meghódoltatni; a római uralmat véglegesítő Augustus végül róluk nevezte el az itt megszervezett római provinciát Lusitaniának.
A lakosság gyorsan átvette a latin nyelvet, és romanizálódott. A kereszténység az i. sz. 3–4. században kezdett elterjedni.
A provinciát három, a hunok nyomása elől menekülő szövetséges nép (a vandálok, az alánok és a szvébek) számolta fel, 409-ben. Ők 410 és 416 között a Pireneusi-félsziget nyugati, illetve déli partvidékén fejezték be a Nyugatrómai Birodalmon és a Gall Királyságon át vezető, 400-ban, illetve 401-ben kezdett, hosszú hadjáratukat. Letelepedtek, és királyságokat alapítottak (az asdingi és a silingi vandálok külön-külön). Ezek az új államocskák rövid életűeknek bizonyultak: a nyugati gótok nyomásának csak a Szvéb királyság tudott hosszabb ideig (585-ig) ellenállni a jelenlegi Galiciában és a mai Portugália északi részén (a vandálok továbbvándoroltak Észak-Afrikába).

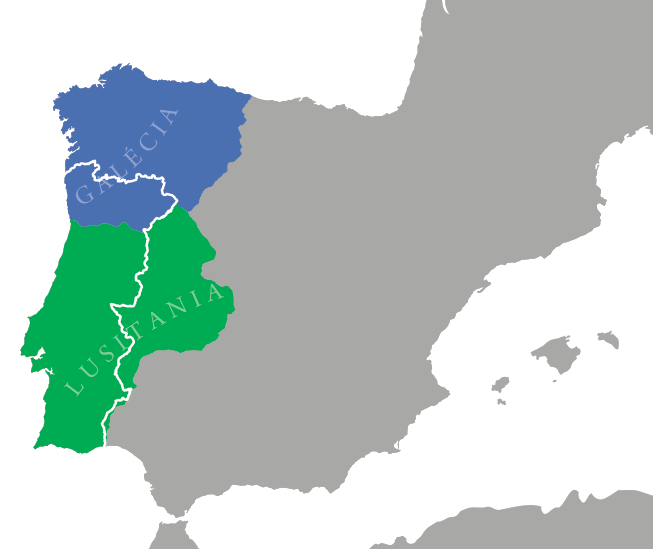
Lusitania és Galicia ókori római provinciák
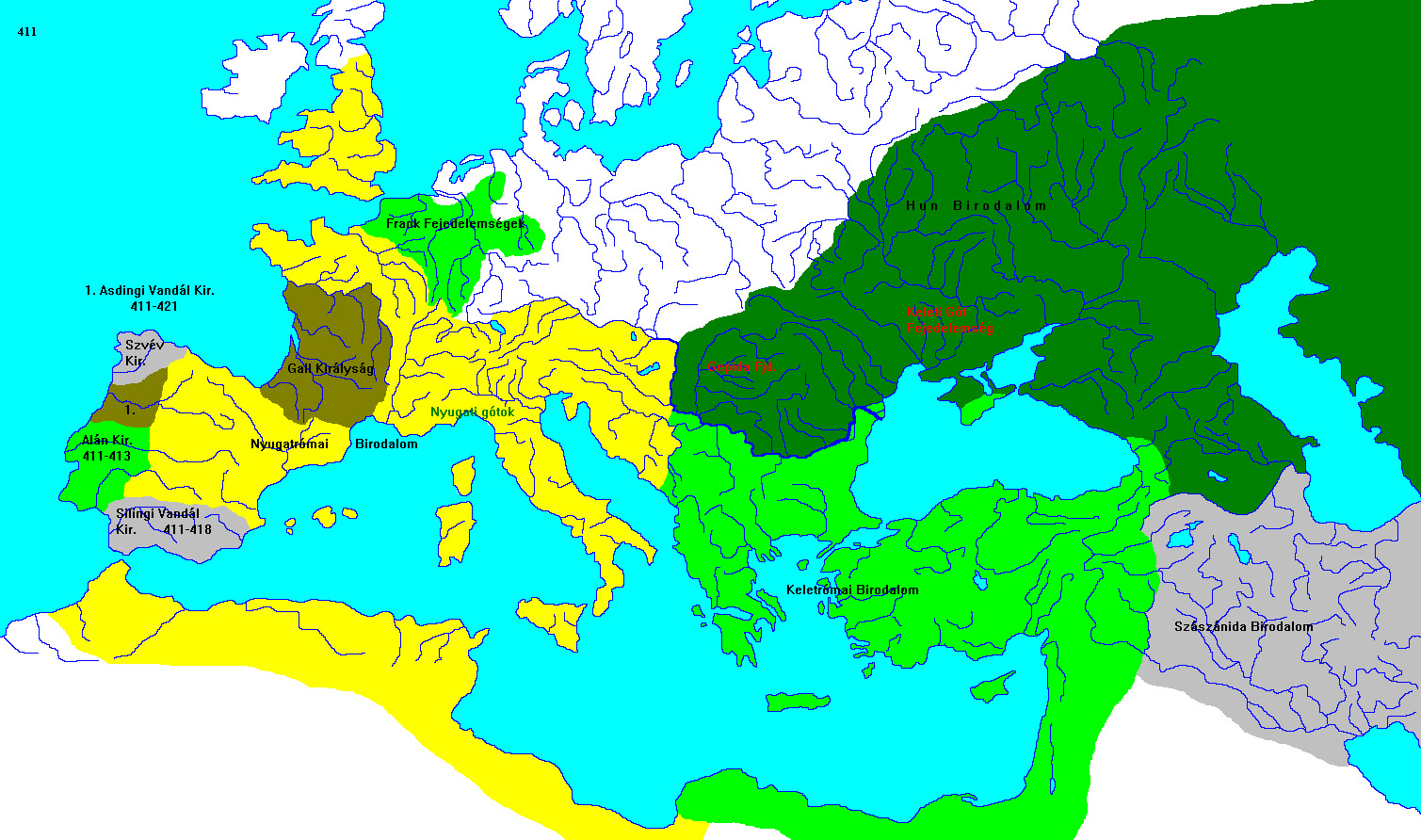
Európa térképe 411-ben
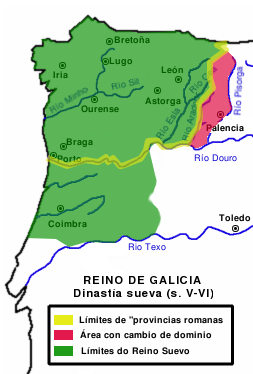
A Szvév királyság (Galicia) az 5-6. században
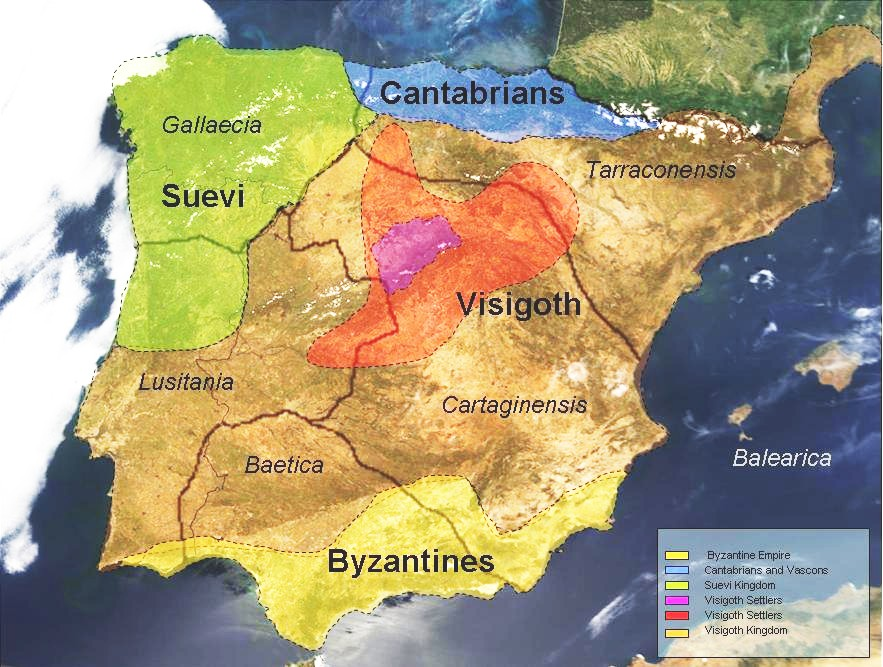
Az Ibériai-félsziget a 6. század közepén
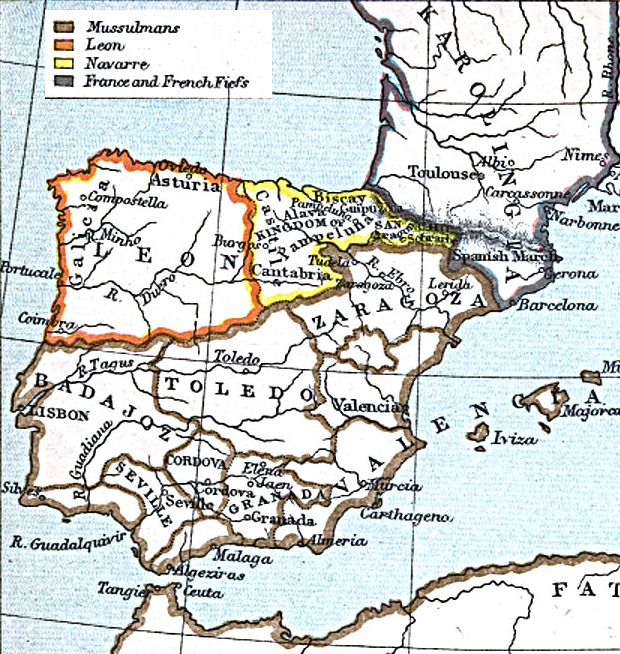
A félsziget térképe, 1030-ban

A 6. században a Nyugati Gót Birodalomhoz tartozott. Rekared király alatt (586–601) a római egyházhoz csatlakoztak, és Rekared már a pápa áldásával koronáztatta meg magát. Witiza király (701–710) megpróbálta az addigi választott királyságot örökölhetővé átformálni, de ez a kísérlete a klérus és a nemesség ellenállásán megbukott, és őt magát is megfosztották uralmától. A trónbitorló Roderich ellen a király fiai az arabokat (és berbereket) hívták be. A Tarik ibn Ziyad által vezetett arab sereg 711-ben Jerez de la Frontera mellett legyőzte Roderich csapatait, de Witiza fiai is elestek. Az arabok kihasználták a vizigótok végzetes meggyengülését: megszállták a területet, felszámolták a Vizigót Királyságot, és ők lettek Hispánia urai, akiket idővel móroknak kezdtek nevezni. Államukat annak fővárosáról Córdobai Kalifátusnak nevezték el.
A mórok kiűzése az ezredforduló táján indult meg. 868-ban III. (Nagy) Alfonz, Galicia királya (838–910) a vidéket a móroktól visszahódító hadvezérének, Vímara Peresnek adta a Minho és a Douro folyók közötti területet: ez lett az első portugál grófság, mivel a grófságot legnagyobb városáról, Portucaléról, a mai Portóról hamarosan Condado de Portucalénak kezdték nevezni. A Portugal névalak először egy 938-ban kelt okiratban fordul elő.
A portugál grófok ugyan mindig Galicia, illetve a jogutód Leóni királyság, egy rövid időszakban (1029–1035) Navarra, majd később Kasztília hűbéresei voltak, a gyakorlatban azonban mind önállóbban intézték ügyeiket, és többször is fellázadtak hűbéruruk ellen. A grófság és egyúttal a Vímara-ház 1071-ig maradt fenn. Az első portugál grófság utolsó grófja Nuño Mendes (ur. 1050–1071) lett. Ő 1070-ben fellázadt II. García ellen, de García a pedrosói csatában tönkreverte az ellene lázadó portugál hadakat. Az első portugál grófságot felszámolta; területét Coimbrához csatolta. Még abban az évben Garcíát is legyőzte bátyja, Vitéz Alfonz. Ezzel Galicia, mint önálló állam megszűnt, és vele a portugál területek is Kasztília részévé váltak. A második portugál grófságot Vitéz Alfonz 1093-ban hozta létre; Portugália grófjává Terézia (1170 k. – 1130 k.) lányának férjét, Burgundi Henriket (1070 k. – 1112) tette meg.

### A portugál királyság a perszonálunió előtt
A dél-galiciai második portugál grófság megalakításától származtatják trónjukat Portugália királyai, bár a királyságot csak 1143-ban kiáltotta ki I. Alfonz, a második portugál grófság harmadik grófja. Ő 1147-ben visszafoglalta a móroktól és fővárosává tette Lisszabont. Az ország végleges kiterjedését Bolognai Alfonz király alatt, Algarve taifa meghódításával (1249–51) érte el, de uralkodói ezután még sokáig „Portugália és Algarve” királyainak nevezték magukat. Az első portugál rendi gyűlést (cortest) 1256-ban hívták össze. Portugália és Spanyolország mai határát 1267-ben húzták meg, de Kasztília továbbra is állandóan fenyegette a fiatal állam önállóságát.
A portugál tengeri hatalmat Földművelő Dénes király alapozta meg, amikor megszervezte a portugál hadiflottát. Utóda, Bátor Alfonz a költségvetésből aktívan támogatta a földrajzi felfedezéseket – ennek köszönhetően egy portugál–genovai hajóraj fölfedezte a Kanári-szigeteket.
Mivel Kasztília Franciaország szövetségese volt, Portugália Angliával fűzte szorosra kapcsolatait: a két ország 1308-ban barátsági és együttműködési szerződést kötött. Kapcsolatukat jelentősen erősítette a század végén kitört trónutódlási válság. 1383-ban ugyanis Szép Ferdinánd királlyal férfiágon kihalt a Burgundi-dinasztia. Ferdinándot elvileg legidősebb lánya, I. Beatrix követte a trónon, a gyakorlatban azonban azt férje, I. János kasztíliai király követelte magának. A portugál nemesek Igazságosztó Péter király János nevű törvénytelen fia (Ferdinánd féltestvére) vezetésével felkeltek az idegen uralkodó ellen, és az aljubarrotai csatában (1385) le is győzték. Az új uralkodó János lett, és mivel ő volt az Avis-rend nagymestere, az új királyi ház az Aviz- (avagy Avisi-) dinasztia nevet kapta. I. János hatalmának legitimálása érdekében egyik első intézkedéseként (1386-ban) „örök szövetséget” kötött Angliával, és a Lancaster-házban született Filippa hercegnőt vette feleségül.
A 15. század elején a portugál királyok stabilizálták az ország államrendjét, megszilárdították hatalmukat. A tengerhajózás fejlődésének eredményeként Portugália lett Európa legjelentősebb gyarmatosító hatalma. 
1494-ben Portugália és Spanyolország a tordesillasi szerződésben megállapodott a világ felosztásáról. A 16. századtól Portugália hatalmas gyarmatbirodalmat épített ki és lakatlan szigetcsoportokat telepített be. A portugál világhatalom kiépítésének lépései:
- Ceuta elfoglalása (1415)

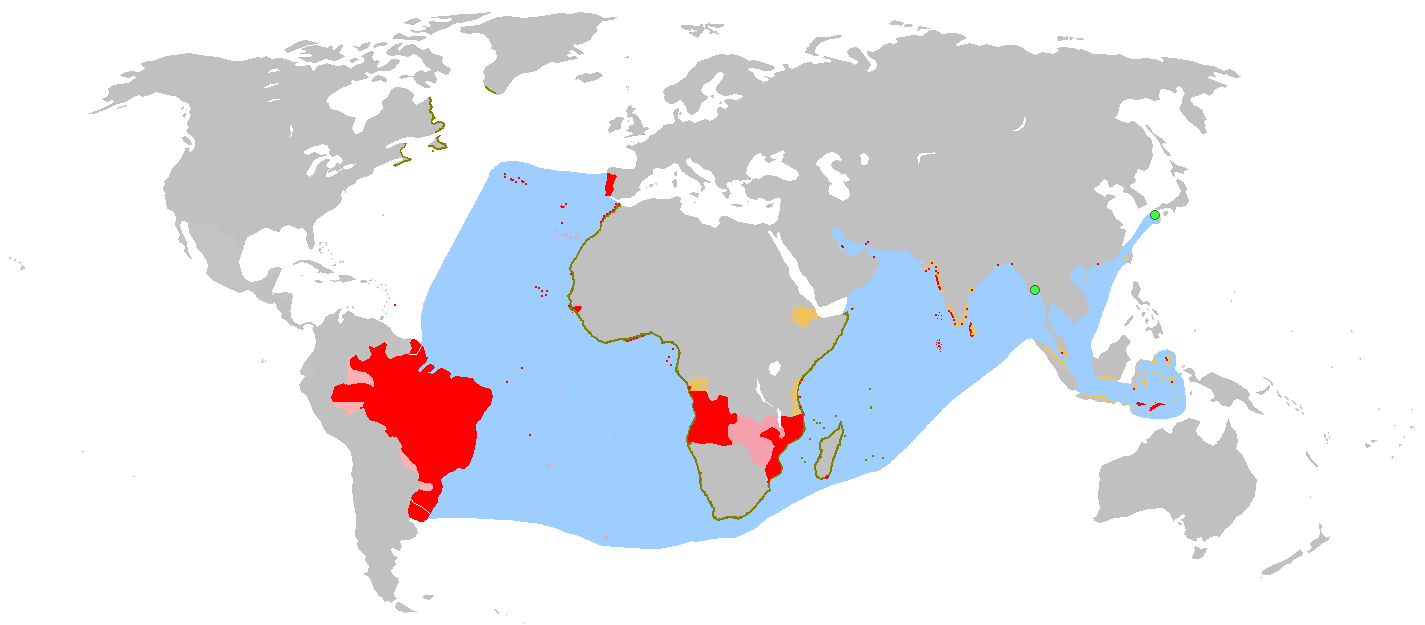
A Portugál Birodalom térképe (1415–1999). Piros-gyarmatok; Rózsaszín – felfedezések, a kereskedelmi és felségjogi hatáskör területei; Kék – tengeri felfedezések és útvonalak

- a Madeira-szigetek betelepítése (1425)
- La Gomera elfoglalása (1430 körül)
- az Azori-szigetek betelepítése (1431)
- a Zöld-foki-szigetek betelepítése (1461)
- Tanger elfoglalása (1471)
- Annobón betelepítése (1474)
- São Jorge da Mina erődjének felépítése az Aranyparton (1482)
- Cabinda gyarmat alapítása (1483–85)
- São Tomé alapítása (1485)
- Mozambik gyarmatosítása (1498, Vasco da Gama)
- Brazília gyarmatosítása (1500)
- Ceilão gyarmat megalapítása Ceylon szigetén (1505)
- Goa gyarmatosítása (Afonso de Albuquerque, 1510)
- Malakka gyarmatosítása (Afonso de Albuquerque, 1511)
- Fort Axim erődjének felépítése az Aranyparton (1515)
- Ormuz elfoglalása (Afonso de Albuquerque, 1515)
- Makaó bérbe vétele (1557)

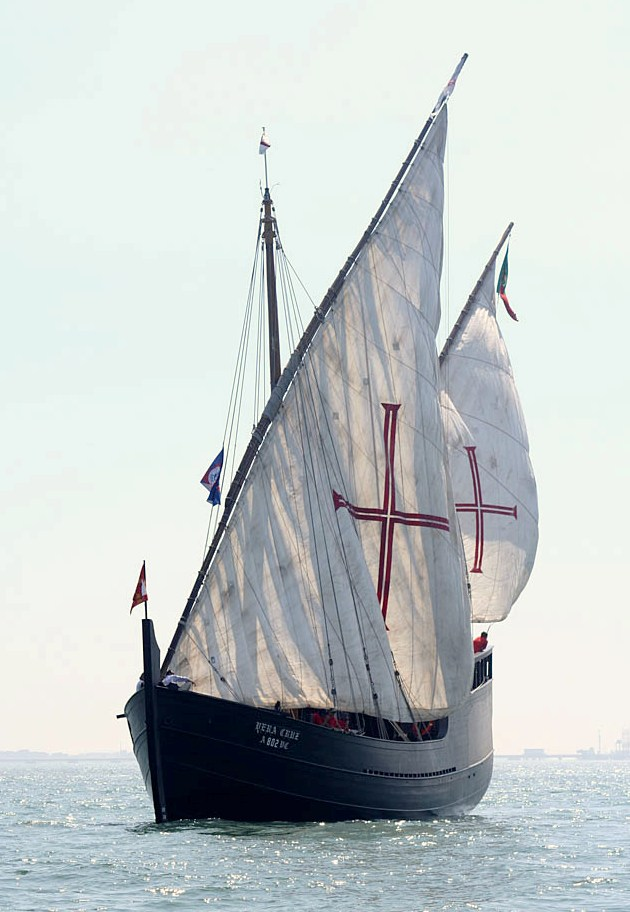
Portugál karavella a felfedezések korában

- Bissau-Guinea gyarmatosítása (1588)
- Timor gyarmatosítása (1633)

A Tökéletes Jánosnak is nevezett II. János portugál király (1481–1495) kíméletlen eszközökkel erősítette meg a korona hatalmát a főnemesekkel szemben. 1494-ben Spanyolország és Portugália, a kor két nagy tengeri hatalma a tordesillasi szerződésben felosztotta a világot: meghatározták, hogy melyikük merre terjeszkedjen.
János utóda, Szerencsés Mánuel (1495–1521) 1497-ben betiltotta a zsidó és az iszlám vallást; a zsidók egy részét erővel megtérítették, a többieket száműzték. Mánuelről kapta nevét a portugál építészet jellegzetes irányzata, a Mánuel stílus.
Keletről fűszerek érkeztek Lisszabonba, Brazíliából cukor, Afrikából pedig arany és rabszolgák. A gyarmatokról szerzett extra jövedelmet nem az ország gyarapítására fordították, hanem felélték, ezért a fénykort hosszú hanyatlás és elszegényedés követte. A gyarmatokból a 20. század közepére nem maradt meg, csak:
- Angola
- Mozambik
- Zöld-foki-szigetek
- Makaó
- Kelet-Timor

1536-ban bevezették az inkvizíciót. 1540-ben beengedték a jezsuitákat.

### A spanyol–portugál perszonálunió
1580-ban I. Henrikkel egyenes ágon kihalt az Aviz-dinasztia, és a király két unokaöccse közül II. Fülöp spanyol király Alba hercege vezette hadai legyőzték az Aviz-ház utolsó uralkodója, Antal csapatait. II. Fülöp személyében egyesítette Portugália és Spanyolország trónját, és a következő hatvan évben ő és utódai egyszerre voltak mindkét ország királyai.
A spanyol uralkodók elvileg elismerték Portugália kiváltságait, és külön kezelték a két országot, miközben egyesítették a két gyarmatbirodalmat. A portugálok azonban alávetett, félgyarmati helyzetben érezték magukat. Súlyos csapás volt számukra, hogy elveszítették hagyományos kereskedelmi partnereiket: Angliát és Hollandiát, mivel ezek az országok ellenséges viszonyban álltak Spanyolországgal. A korábbi portugál gyarmatok egy részét elfoglalta Hollandia (pontosabban a Holland Kelet-indiai Társaság (VOC) és a Holland Nyugat-indiai Társaság (WIC).
A harmincéves háborúban Spanyolország (és vele Portugália) az osztrák Habsburgok szövetségeseként vett részt. A háború okozta nehézségek mellett IV. Fülöp spanyol király (Portugáliában III. Fülöp) népelnyomó politikája is általános elégedetlenséget szült; uralma ellen több országrész felkelt. Az 1640-es katalóniai felkelést kihasználva a portugálok is megpróbálkoztak országuk függetlenségének helyreállításával, és 1640 decemberében Lisszabonban IV. János néven királlyá választották Bragânça hercegét. A szabadságharc esélyeit jelentősen javította, hogy az ifjú Condé, Enghien hercege által vezetett francia csapatok 1643. május 19-én a rocroi-i csatában megsemmisítő vereséget mértek a spanyol főseregre. Az új király is tehetséges hadvezérnek bizonyult, és a montijói csatában (1644) legyőzte a spanyol csapatokat – eközben még a gyarmatokat is visszafoglalta (kivéve Indonéziát, ami a hollandok kezén maradt).
Ugyancsak portugál győzelmet hozott a háború többi csatája:
- elvasi csata (1659),
- ameixiali csata (1663),
- Vila Vicosa-i csata (1665).

A spanyolok végül 1668. január 1-jén elismerték az ország függetlenségét, az ezt kimondó szerződésben Portugália átengedte korábbi gyarmatai közül Ceutát a spanyoloknak (Tangert 1643-ban elfoglalták az angolok).

### A portugál királyság 1668 után

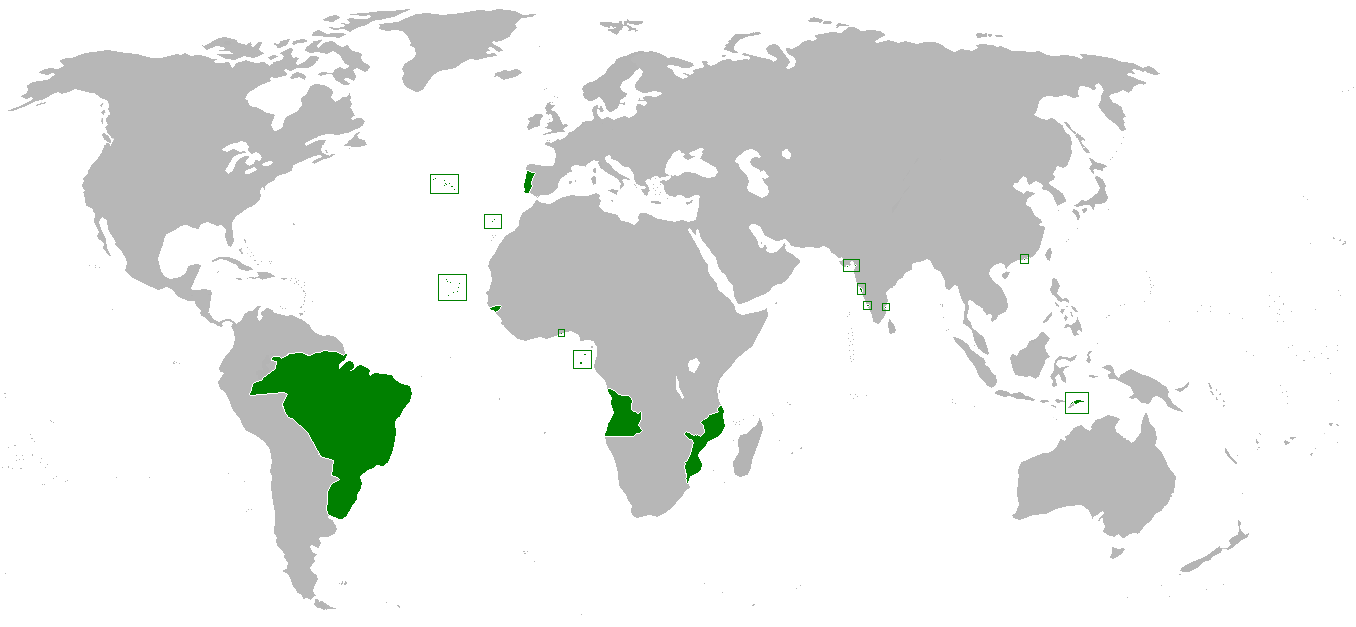
A Portugál Birodalom területe 1800-ban

Az ország a spanyol örökösödési háborúban a franciák ellen harcolt, de az utrechti békében (1713) mindössze Braziliában nyert csekély területet.
Az 1755 november elsején bekövetkezett földrengés, az ezt követő szökőár, és a tűzvész a szó szoros értelmében elpusztította a portugál fővárost, és mintegy 40 000 ember életét követelte. 
I. József király a kor legkitűnőbb építészeit vonta be az újjáépítési munkálatokba. A következő évtizedek során felépült új Lisszabon szebb lett, mint amilyen valaha is volt.
Az ország területét 1807 és 1811 között Napóleon csapatai foglalták el. A királyi család Brazíliába menekült, és erre az időre Rio de Janeiro lett a Portugál Királyság fővárosa. Brazília 1822-ben, a Brazil Császárság kikiáltásával függetlenedett Portugáliától.

### A 20. században
Portugáliában 1910-ben polgári forradalom söpörte el a királyságot: október 5-én kikiáltották a[z Első] Portugál Köztársaságot.
1916. február 23-án Portugália – angol biztatásra – lefoglalt 36 német és osztrák–magyar kereskedelmi hajót Lisszabon kikötőjében. A provokáció hatására március 9-én Németország, március 15-én az Osztrák–Magyar Monarchia üzent hadat Portugáliának, amely így belépett az első világháborúba.
A világháború során Portugália két fronton harcolt: csapatokat küldött Franciaországba, a nyugati frontra; illetve Portugál-Mozambikban csapott össze az északról, Német Kelet-Afrikából (a mai Tanzánia területéről) betörő német gyarmati egységekkel. Az I. világháború során Portugália mintegy 22 ezer katonát vesztett (8 ezer halott és 14 ezer súlyos sebesült) és a német tengeralattjárók 96 portugál hajót süllyesztettek el, 100 ezer BRT (bruttó regisztertonna) össztérfogattal.
1921. november 19-től haláláig, 1922. április 1-ig a Portugália atlanti-óceáni birtokaihoz tartozó Madeira szigetén élt IV. Károly volt magyar király.
1926. május 28-án katonai puccs döntötte meg a demokratikus kormányt, véget ért az Első Köztársaság és elkezdődött a katonai diktatúra korszaka (Ditadura Militar). Mintegy öthetes hatalmi harc után António Óscar de Fragoso Carmona tábornok lett az új vezető, aki önmagát nevezte ki köztársasági elnöknek, és ezt a pozícióját 80 éves korában bekövetkezett haláláig, 1951-ig meg is tartotta.
1928-ban Óscar Carmonát hivatalosan is megválasztották köztársasági elnöknek (ő volt az egyetlen jelölt), és az ilyen módon legitimált rendszert nemzeti diktatúrára keresztelték át (Ditadura Nacional).
/Portugál felfogás szerint az 1928–1974 közötti időszak a Második Köztársaság./
1929. október 29-én, az úgynevezett „Fekete kedden” összeomlott az USA tőzsdéje és megkezdődött a nagy gazdasági világválság, amely súlyosan érintette a portugál gazdaságot is, és felértékelte a pénzügyi stabilitás és a pénzügyminiszteri poszt jelentőségét.
1932. július 5-én António de Oliveira Salazar addigi pénzügyminisztert nevezték ki miniszterelnöknek.
1933-ban új alkotmányt vezettek be, az addigi Nemzeti Diktatúrát az úgynevezett „új állam” (Estado Novo) egyeduralmi rendszere váltotta fel. A köztársasági elnöki poszt csupán szimbolikus jelentőségűvé vált, ténylegesen Salazar lett az állam vezetője és egyben az egyetlen párt, a Nemzeti Unió (União Nacional) elnöke.
Salazar hivatalosan miniszterelnök volt – 36 éven át folyamatosan –, és az általa létrehozott új, egypárti és korporációs rendszer a korabeli olasz fasiszta államhoz gazdaságilag sokban hasonlított.
Azonban a politikai különbségek jelentősek voltak: Salazar soha nem tartotta magát fasisztának, például 1934-ben feloszlatta a fasiszta ideológiájú Nemzeti Szindikalista Mozgalmat (Movimento Nacional-Sindicalista) és száműzte a vezetőit Spanyolországba. Továbbá – Olaszországtól eltérően – Portugália semleges maradt a második világháborúban.
1968-ban Salazar egy otthoni balesetben súlyos fejsérülést szenvedett, kómába esett és anélkül, hogy az eszméletét visszanyerte volna, 1970-ben meghalt. Rendszere a balesete után még mintegy hat évig tartott.
1968–1974 között Marcello Caetano volt Portugália miniszterelnöke, és megpróbálta fenntartani Salazar rendszerét – korabeli megfogalmazás szerint: „a stílus más, a lényeg változatlan”.
Az 1974. április 25-i vértelen szegfűs forradalom (Revolução dos Cravos) véget vetett az Estado Novo-nak (és a Második Köztársaságnak). Egy héttagú katonai junta, a Nemzeti Megmentés Bizottsága (Junta de Salvação Nacional) került hatalomra, António de Spínola tábornok vezetésével.
1974. május 15-én lemondott az addig köztársasági elnök, Américo Tomás, és António de Spinola lett az új elnök. Marcello Caetano-t május 20-án Brazíliába száműzték (Rio de Janeiróban halt meg 74 éves korában, 1980-ban).
A forradalom után öt hónappal, 1974. szeptember 28-án de Spínola államcsínyt kísérelt meg, ami sikertelen volt, és szeptember 30-án minden tisztségéről kénytelen volt lemondani.
1974. szeptember 30-án Francisco da Costa Gomes tábornok lett az új köztársasági elnök és a Nemzeti Megmentés Bizottságának új vezetője. 1975. március 11-én újabb jobboldali puccskísérletre került sor (melyben de Spínola ismét részt vett), de ezt a kísérletet is sikerült leverni. Az új portugál kormány 1974–75-ben lemondott gyarmatbirodalmáról, amelyet tizenhárom éven át tartó gerillaháborúban igyekezett fenntartani, és függetlenséget adott neki.
Kelet-Timor esetében ez azonban először csak 9 napos függetlenség volt, mivel 1975. november 28-án vált függetlenné, de Indonézia december 7-én megszállta. Hosszas küzdelem után végül 2002. május 20-án jött létre a Kelet-Timori Demokratikus Köztársaság, amely a függetlenségi harcok okozta pusztítások miatt a Föld egyik legszegényebb országává vált.
1976-ban szabad választásokra került sor, és António Ramalho Eanes tábornok lett az új köztársasági elnök, akit 1981-ben újraválasztottak. A politikai helyzet normalizálódását jelezte, hogy egy alkotmánymódosítás során 1982-ben megszüntették a katonai junta intézményét (amit 1976 óta Forradalmi Tanácsnak, Conselho da Revolução-nak hívtak), és az államigazgatás teljes mértékben civil irányításúvá vált.
1986-ban egy civil politikust, Mário Soarest, a portugál szocialista párt (Partido Socialista) főtitkárát választották meg köztársasági elnöknek, akit 1991-ben 5 évre újraválasztottak.
Szintén 1986-ban lett Portugália – Spanyolországgal egyidőben – az Európai Közösségek, majd az Európai Unió tagja.
A 21. században

### Kronológia
| Portugália kronológiája |
| --- |
| - 711 – a vizigótok vereséget szenvedtek a muzulmán berberektől, a terület mór uralom alá került - 868 – III. Alfonz asztúriai király hadvezére, Vímara Peres visszahódította Galícia nyugati, tengermelléki részén a Minho és a Douro folyók közti területet, ahol megszervezték az első portugál grófságot (Condado de Portucale). A grófság és vele a Vímara-ház 1071-ig maradt fenn. - 871 – III. Alfonz asztúriai király visszafoglalta a móroktól Coimbrát, és a mai Portugália középső részén 878-ban megszervezte Coimbra grófságot. - 925 – Froilaz Alfonz elűzése után II. Ordoño leóni király Ramiro fia (a későbbi II. Ramiro leóni király lett az első portugál grófság és Coimbra grófság hűbérura. Felvette a „portugál területek királya” címet, és ezzel névlegesen ő vált az első portugál királlyá. - 926 – Ramiro Viseuban rendezte be királyi székhelyét; ezt az udvart 930-ig tartotta fenn. - 981 – Coimbra grófság ismét a Córdobai Kalifátus uralma alá került. - 1009 – a Córdobai Kalifátusból kiszakadt a Coimbra grófság területét is magába foglaló Badajoz taifa (független mór királyság). - 1064 – Nagy Ferdinánd, Kasztília és León királya visszafoglalta a móroktól a Mondego folyótól északra eső területeket, ahol másodszor is megszervezte Coimbra grófságot. - 1071 – a pedrosói csatában II. García tönkreverte az ellene lázadó Nuño Mendes hadait. Az első portugál grófságot felszámolta; területét Coimbrához csatolta. - 1093 – Vitéz Alfonz létrehozta a második portugál grófságot; Portugália grófjává lánya férjét, Burgundi Henriket tette. - 1139 – I. (Alapító) Alfonz a független Portugália királyává nyilvánította magát. - 1248 – Algarve visszahódításával befejeződött a mórok kiűzése. - 1267 – Kasztília elismerte az önálló portugál királyságot. - 1415 – Ceuta bevétele, a gyarmati terjeszkedés kezdete. - 1419–25 – Tengerész Henrik betelepíttette a Madeira-szigeteket. - 1494 – a tordesillasi szerződés. - 1500 – Brazília felfedezése. - 1549 – Tomé de Sousa megkezdte Brazília tervszerű gyarmatosítását, betelepítését. - 1580–1640 – perszonálunió Spanyolországgal. - 1623–1654 – holland kísérlet Brazília gyarmatosítására - 1695 után – a brazil aranybányák fellendítik a gazdaságot. - 1756 – Pombal márki és a felvilágosult abszolutizmus - 1763 – a rabszolgaság megszüntetése (a gyarmatok kivételével) - 1807 – a királyi udvar Brazíliába menekül a francia megszállás elől - 1822 – liberális alkotmány, alkotmányos monarchia - 1831 – polgárháború a trón birtoklásért - 1910 – puccs, az I. köztársaság létrejötte - 1916 – belépés az I. világháborúba az antant oldalán - 1928 – a II. köztársaság kikiáltása - 1932 – tekintélyelvű diktatúra Salazar vezetésével - 1949 – belépés a NATO-ba - 1955 – belépés az ENSZ-be - 1974 – a III. köztársaság megszületése - 1986 – belépés az Európai Közösségbe |

## Államszervezet és közigazgatás

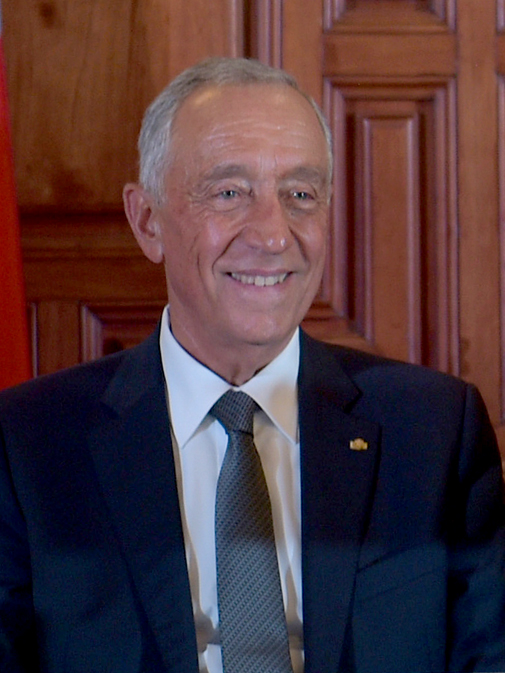
Marcelo Rebelo de Sousa köztársasági elnök

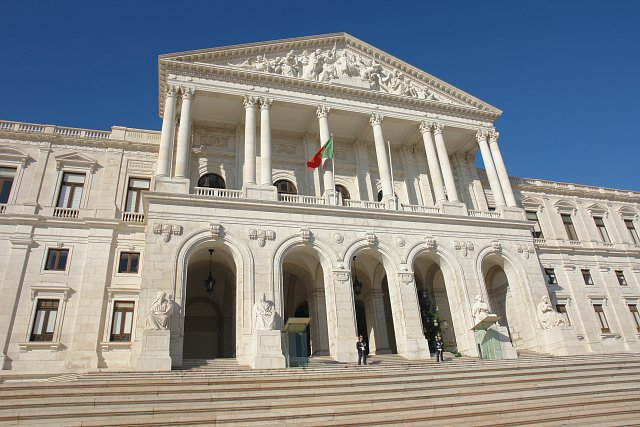
A São Bento palota, a portugál parlament székhelye

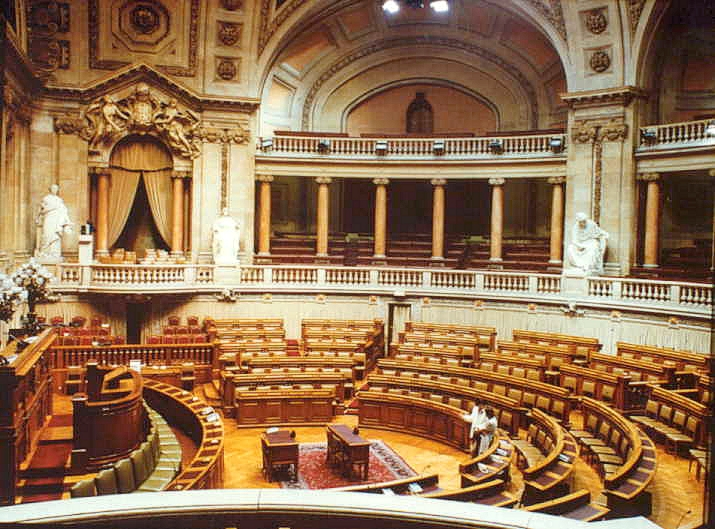
A portugál parlament ülésterme

### Alkotmány, államforma
Az 1976. évi alkotmány életbe lépése óta Portugália parlamentáris köztársaság. 1989-ben új alkotmányt hagytak jóvá. Az állam feje a nép által közvetlenül megválasztott államfő.

### Törvényhozás, végrehajtás, igazságszolgáltatás
Portugália államformája félelnöki, alkotmányos köztársaság. Az alkotmány biztosítja az emberi jogok érvényesülését, a demokrácia betartását és a végrehajtói, törvényhozói és igazságszolgáltatói ágak szétválasztását. A végrehajtó hatalmon az elnök és a miniszterelnök (és kormánya) osztozik.
Portugália négy legfontosabb intézménye/személye a köztársasági elnök, a miniszterelnök, a kormány és a parlament. A kormányt a miniszterelnök, a parlamentet a házelnök vezeti. Az elnöknek joga van feloszlatni a parlamentet és új választásokat kiírni, de ezeket a miniszterelnök is kérvényezheti, ha úgy látja jónak.
A kormány a miniszterekből és az államtitkárokból áll, együtt alkotják a Miniszterek Tanácsát
Portugália egykamarás parlamentjének 230 képviselőjét négy évre választják meg zárt listás arányos képviseleti rendszerben, többmandátumos választókerületekben.
Az alkotmányos ügyeket a tizenhárom tagú Alkotmánybíróság felügyeli, a többi bíróság élén pedig a Legfelsőbb Bíróság áll.

### Közigazgatási beosztás
Portugália 18 kerületből (distrito) és két autonóm körzetből (região autónoma) áll.

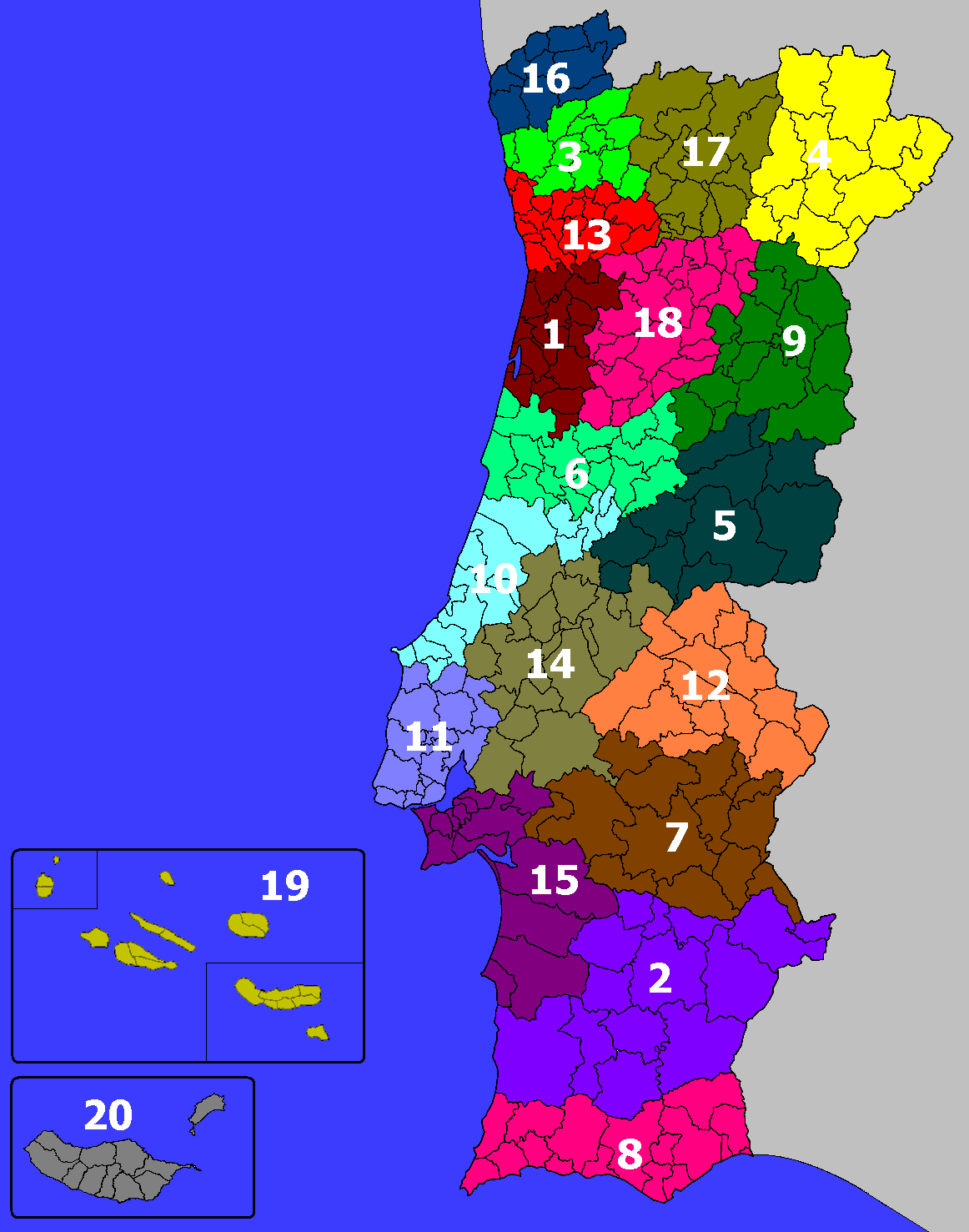
Portugália kerületei

- Kerületek:

1. Aveiro
2. Beja
3. Braga
4. Breganca
5. Castelo Branco
6. Coimbra
7. Évora
8. Faro
9. Guarda
10. Leiria
11. Lisszabon
12. Portalegre
13. Porto
14. Santarém
15. Setúbal
16. Viana do Castelo
17. Vila Real
18. Viseu

- Autonóm körzetek:

19. Azori-szigetek
20. Madeira

### Politikai pártok
- Szociáldemokrata Párt (PSD)
- Szocialista Párt (PS)
- Demokratikus Megújulás Pártja (PRD)
- Demokratikus és Szociális Centrum – Néppárt (CDS-PP)
- Egyesült Demokratikus Koalíció (CDU)
- Baloldali Blokk (BE)
- Chega (CH)

### Védelmi rendszer
- Portugáliában nagyrészt a G.N.R. (guarda naçional republicana), azaz a Köztársasági Őrség végzi az állampolgárok védelmét, amely több tagból áll.
- G.N.R.BTR (guarda naçional republicana brigada de transito), azaz Köztársasági Közlekedési Dandár Őrség
- P.S.P (policia segura publica) – azaz Közbiztonsági Rendőrség
- POLICIA MARITIMA, azaz Tengeri Rendőrség
- P.J. (policia judiçiaria) – rendőrségen belüli szerv: a bűnügyi osztály nyomozói

### Nemzetközi tagsága
- Európai Unió
- EBESZ
- Latin Unió
- Nemzetközi Valutaalap,
- NATO
- WTO, ENSZ
- Gazdasági Együttműködési és Fejlesztési Szervezet (OECD)[15]
- Portugál Nyelvű Országok Közössége (CPLP) egyik alapító tagja

## Népesség
A népesség eloszlásában a lisszaboni agglomeráció és a Porto közötti urbanizációs tengely vonzereje, továbbá a belső régiót régóta sújtó elvándorlási folyamata tükrözi.

### Általános adatok
- A fővárosban, Lisszabonban (portugálul Lisboa) 560 000 (Nagy-Lisszabonban 2,7 millió) fő él.
- Lakosság (2017): 10 300 000 fő.
- Népsűrűség (2017): 113 fő/km².[16]
- A népesség a 2010-es években enyhén csökken.[16] Korábbi adatok: 8,4 millió (1950), 9 millió (1970), 10,3 millió (2000)
- Születéskor várható átlagos élettartam 2016-ban: 79,3 év.

### Legnépesebb települések

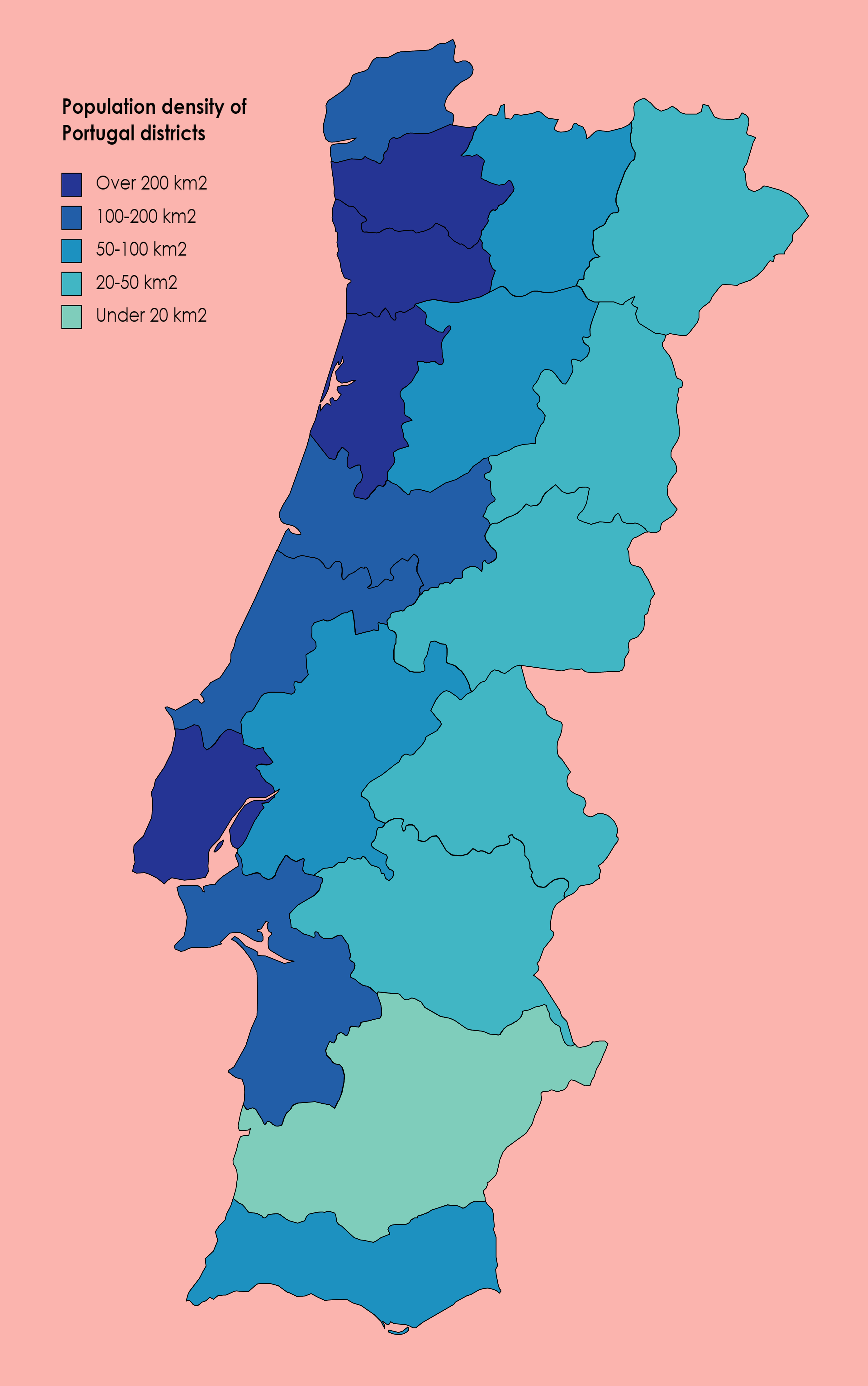
Portugália népsűrűsége 2011-ben

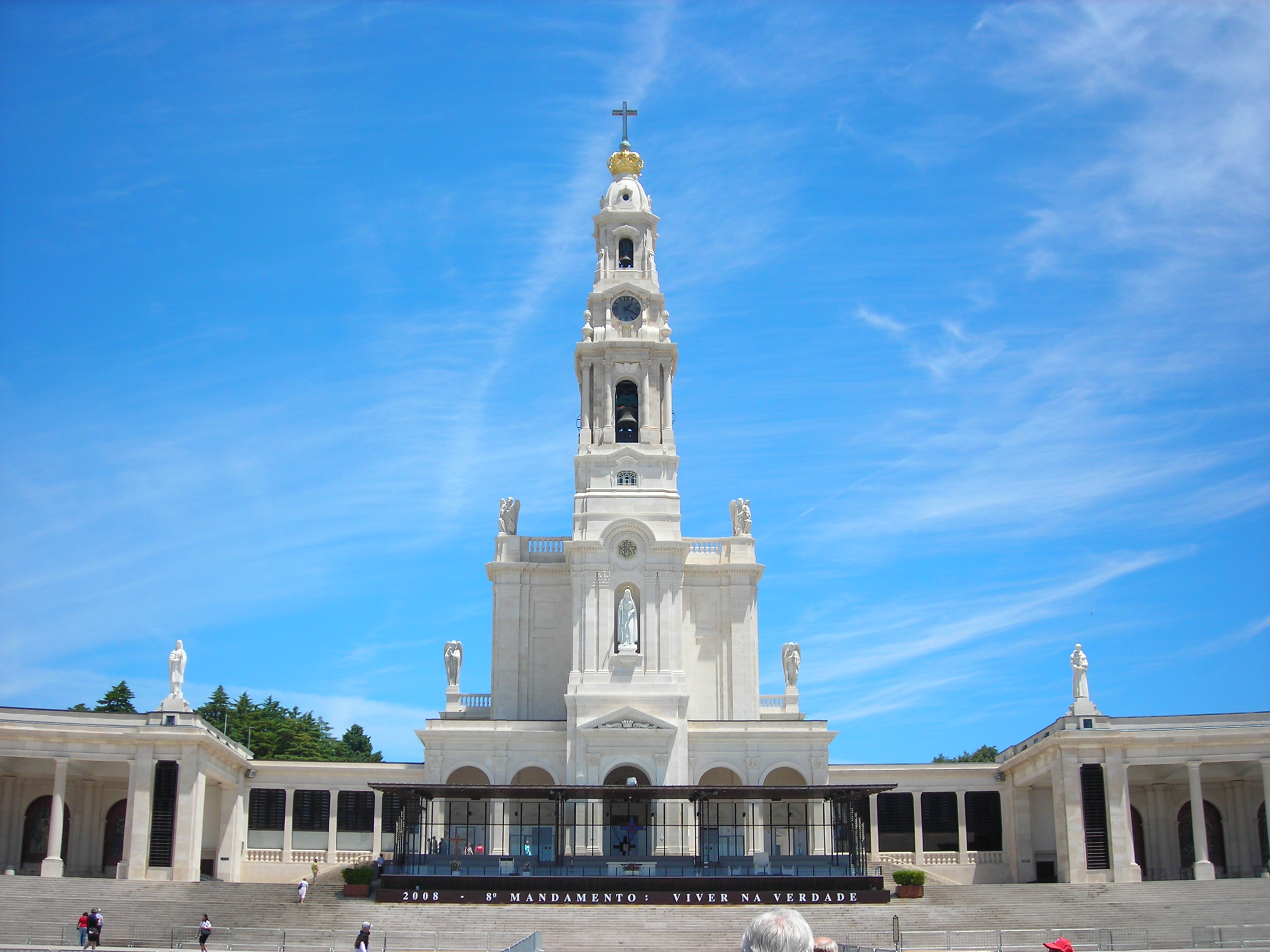
A Fátimai szentély az 1917-es Szűz Mária-jelenések apropóján épült

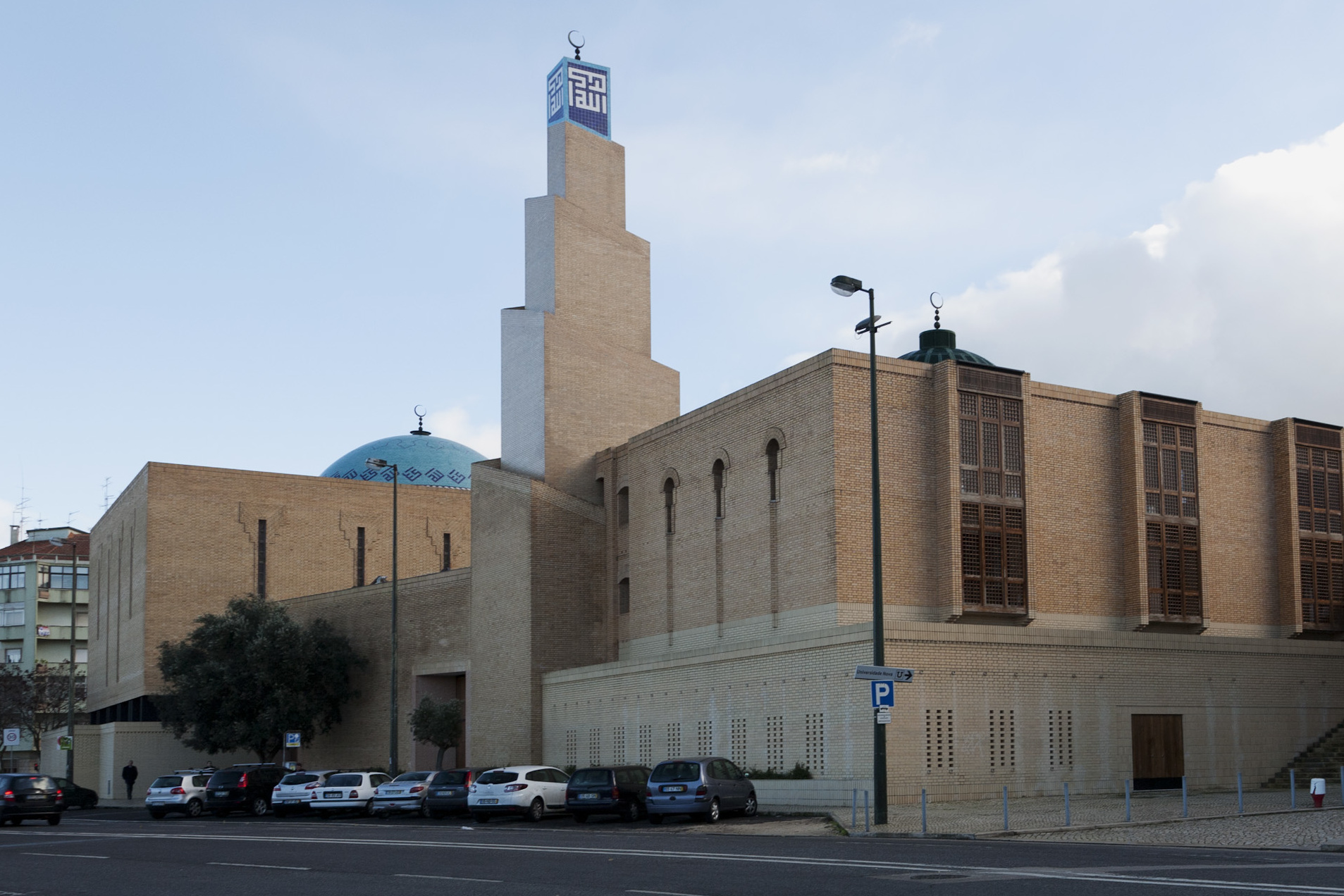
A lisszaboni Központi Mecset a szunnita iszlám hívők gyülekező helye

### Népességének változása
| Lakosok száma | 8 857 716 | 8 930 990 | 8 630 430 | 9 558 250 | 9 996 232 | 9 960 235 | 10 108 977 | 10 458 821 | 10 568 247 | 10 347 892 |
|               | 1960      | 1966      | 1972      | 1978      | 1984      | 1991      | 1997       | 2003       | 2009       | 2021       |

### Etnikai megoszlás

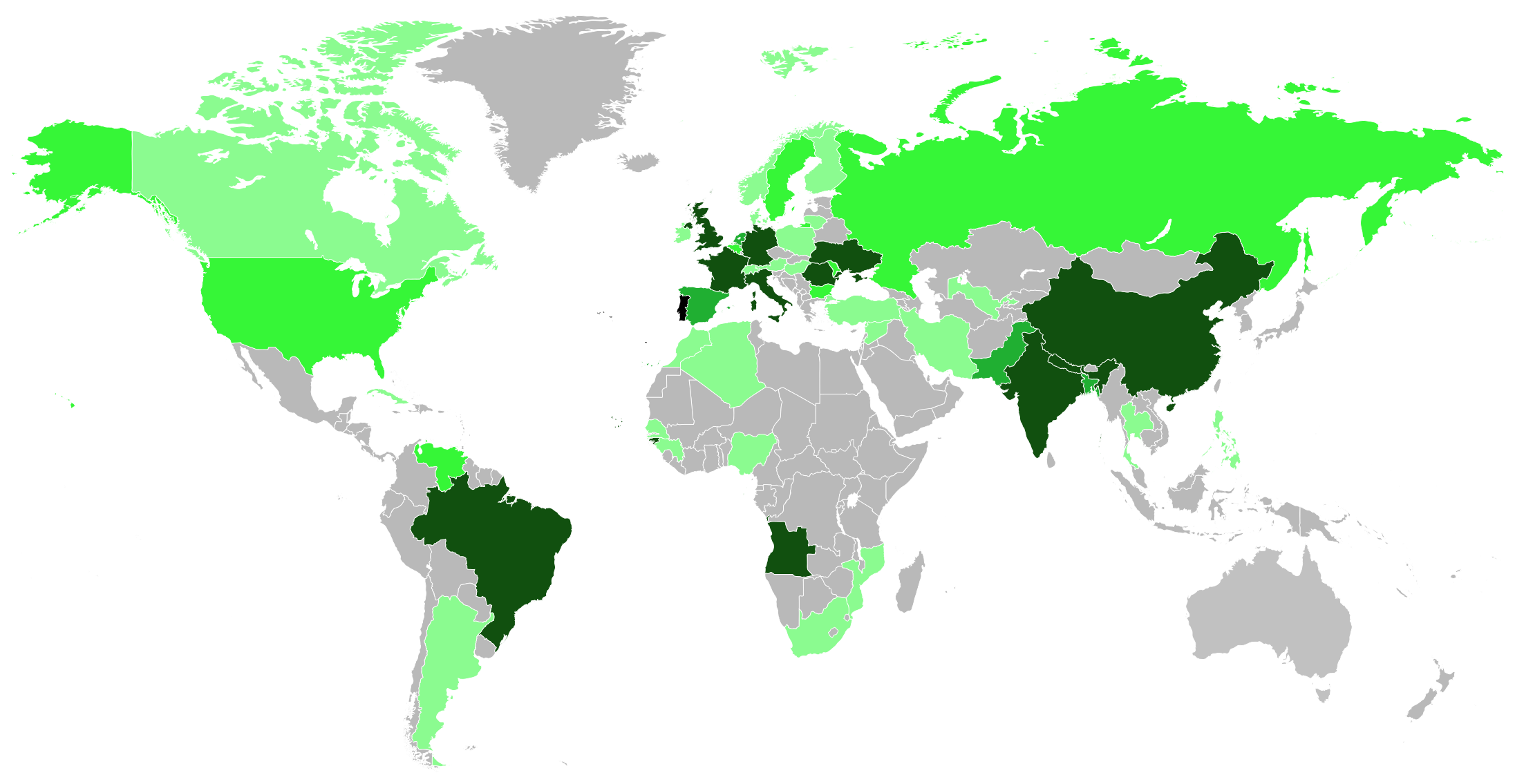
Foreigners living in Portugal as of 2022 by country of origin. Only communities with 1,000+ residents are shown.

2023-ban Portugália lakosainak száma 10 639 726 volt, közülük mintegy 1 040 000 fő legális külföldi bevándorló. A letelepedési engedéllyel rendelkező külföldiek így a lakosság körülbelül 10%-át teszik ki. Ez a 10% nem foglalja magába a külföldi származású, de már portugál állampolgársággal rendelkező személyeket, mivel az országban tilos adatokat gyűjteni az etnikumról. 2008 és 2022 között több mint 340 000 letelepedett külföldi szerezte meg az állampolgárságot (a 2022 évi lakosság 3,27%-a) és így ettől kezdve statisztikailag portugálnak számított.

### Nyelvi megoszlás
Hivatalos nyelve a portugál. Beszélt nyelv még a mirandai északkeleten.
Érdekesség, hogy a világon összesen 230 millió ember beszél portugálul. Portugálián kívül hét országban hivatalos nyelv:
- Angola
- Bissau-Guinea
- Brazília
- Kelet-Timor
- Mozambik
- São Tomé és Príncipe
- Zöld-foki Köztársaság

Ezen kívül Makaóban, Kína különleges közigazgatási régiójában is hivatalos a portugál nyelv.

### Vallási megoszlás
A lakosság zöme – 81%-a – római katolikus. A maradék vallás nélküli, egyéb vallású vagy más keresztény felekezet tagja.

## Gazdaság

### Általános adatok

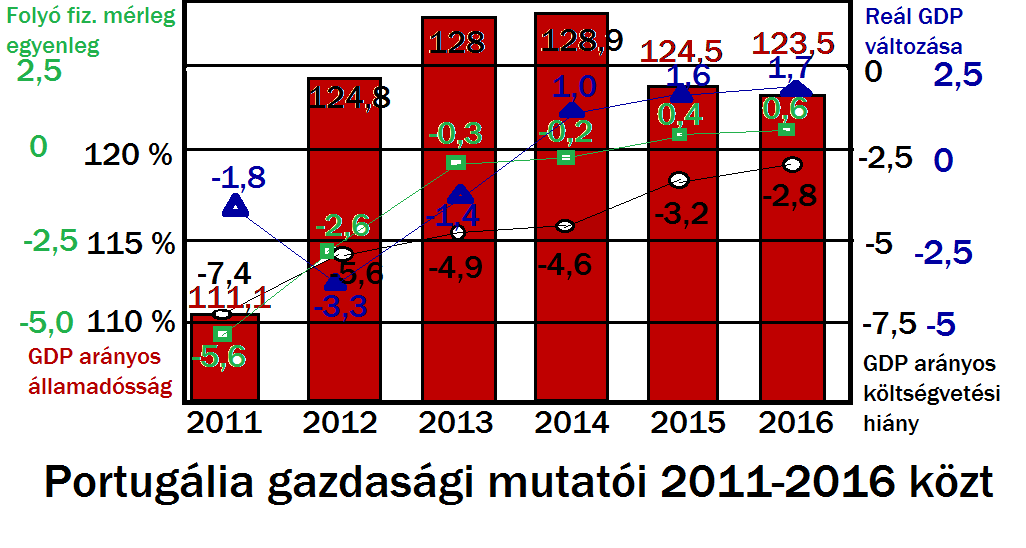
Portugália főbb gazdasági mutatói 2011-2016 közt

Hivatalos fizetőeszköze az euró. Nemzetközi kereskedelme nagy részét az EU-n belül végzi, de gazdasága ezen kívül – részben a gyarmattartó múltjából adódóan – Dél-Amerika, Afrika és Ázsia egyes országaihoz van kötve.
A 2008-as nemzetközi gazdasági válságot követő években az egyike volt azon uniós országoknak, amelyek az államcsőd elkerülése érdekében mentőhitelért folyamodtak. Az államháztartási hiány a 2010-es GDP 11,2% -áról 2014-re 4,8%-ra csökkent. A 2014-es év a portugál gazdaság fellendülésének kezdetét jelentette.
| Év   | GDP (milliárd US$ PPP) | GDP per fő (US$ PPP) | GDP növekedés (real) | Infláció | Munkanélküliség | Államadósság (GDP %-ban) |
| ---- | ---------------------- | -------------------- | -------------------- | -------- | --------------- | ------------------------ |
| 2010 | 280.1                  | 26,490               | 1.9 %                | 1.4 %    | 10.8 %          | 90.5 %                   |
| 2011 | 280.7                  | 26,588               | −1.8 %               | 3.6 %    | 12.7 %          | 111.4 %                  |
| 2012 | 274.6                  | 26,113               | −4.0 %               | 2.8 %    | 15.5 %          | 126.2 %                  |
| 2013 | 276.2                  | 26,415               | −1.1 %               | 0.4 %    | 16.2 %          | 129.0 %                  |
| 2014 | 284.0                  | 27,302               | 0.9 %                | −0.2 %   | 13.9 %          | 130.6 %                  |
| 2015 | 292.2                  | 28,213               | 1.8 %                | 0.5 %    | 12.4 %          | 128.8 %                  |
| 2016 | 301.2                  | 29,163               | 1.9 %                | 0.6 %    | 11.1 %          | 129.2 %                  |
| 2017 | 315.4                  | 30,622               | 2.8 %                | 1.6 %    | 8.9 %           | 124.8 %                  |
| 2018 | 329.2                  | 32,006               | 2.1 %                | 1.2 %    | 7.1 %           | 121.4 %                  |
| 2019 | 372.5                  | 36,246               | 2.2%                 | 0.3%     | 6.5%            | 117.7%                   |

### Gazdasági ágazatok
Portugália gazdasági szerkezetére jellemző a szolgáltatási szféra igen magas aránya: 2014-ben a mezőgazdaságban a lakosság 8,6%-a, az iparban 23,9%, a szolgáltatásokban 67,5% dolgozik.

#### Mezőgazdaság
Az ország éghajlatának fő jellemzői a téli esők és a nagy nyári hőség.
- állattenyésztés: sertés, marha, kecske.
- erdőgazdálkodás: területének 38%-a erdő (2011)„Európa botanikus kertje”.

A föld nagy részét a mezőgazdaság hasznosítja, az 1990-es években a gazdaság alapja volt. A portugál mezőgazdaság – az EU támogatásai ellenére – kétségtelenül megsínylette a csatlakozást.
- növénytermesztés: búza, kukorica, árpa, rozs, szőlő, olíva, gyapot

Az északi, óceáni éghajlatú területeken főleg gabonaféléket és krumplit, a déli, mediterrán részeken szőlőt és citrusféléket termesztenek.
- 1. parafatermelő, a világ parafatermésének felét adja. Az évi kb. 180 000 tonna nagy részét exportálják.[37]
- 6. bortermelő a világon – a szárazföldi terület hagyományos exportcikke a portói bor és a Madeira szigetén készülő madeira bor.

##### Borászat

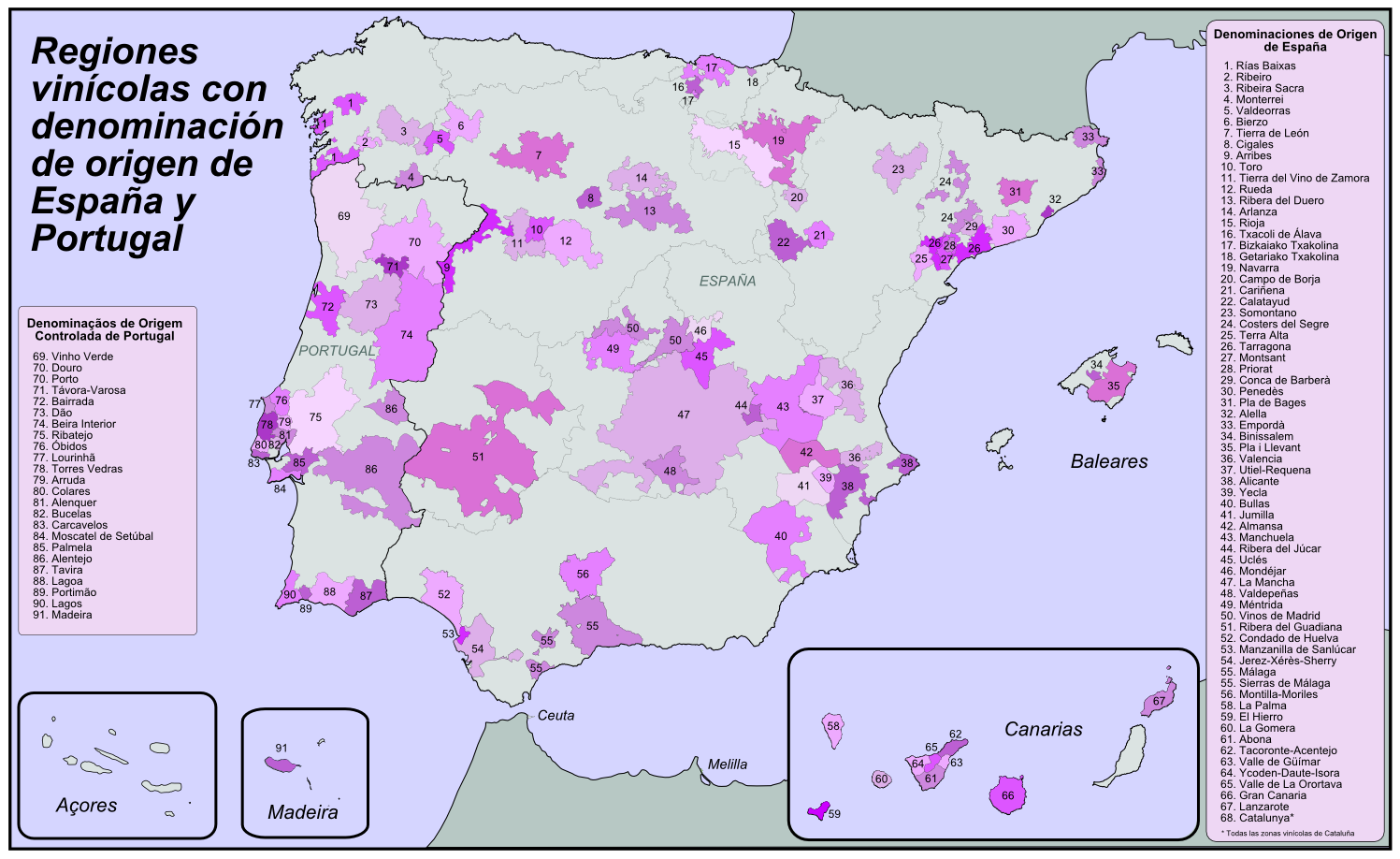
Portugália és Spanyolország borvidékei

Kontinentális területein hagyományosan vörös-, fehér- és habzóborokat is termelnek; a leghíresebbek a vörösborok. Az összes szőlőterület nagyjából 260 000 ha. Portugália fő borvidékei:
- - Vinho Verde, Alto Douro, Bairrada, Dao, Estremadura, Ribatejo, Alentejo, Algarve, Madeira borvidék – lásd madeira (bor)

#### Ipar
- Bányászat: vasérc, volfrám, ón, kőszén, foszfát, urán, réz, kaolin;
- energiagazdálkodás: természeti kincsekben szegény, az energiát importálni kénytelenek;
- feldolgozó ipar: főleg textilipara és élelmiszeripara jelentős.

Portugália exportjának legfontosabb célországai (2006-ban)

Az ipar fejlődése messze elmarad a szolgáltatószektor mögött, bár kétségtelen, hogy egyes alágazatai – így mindenekelőtt az építőipar – látványos eredményekkel dicsekedhet. Nagy megrendeléseknek tett és tesz eleget, lankadatlan erővel folynak a főleg EU-pénzekből finanszírozott út- és vasútépítések, a nagy városokban felújítják a régi épületeket, és nem áll le a közművek, a hatalmas bevásárlóközpontok építése sem. Ugyancsak EU-támogatással sikerült a hagyományos portugál cipőipart korszerűsíteni. Ennek köszönhetően Portugália napjainkra az Unió második legnagyobb cipőexportőre.

### Külkereskedelem
Főbb áruk 2017-ben:
- Export: mezőgazdasági termékek, élelmiszer, bor, olajtermékek, vegyipari termékek, műanyagok és gumi, nyersbőr, bőr, fa és parafa, farost és papír, textilanyagok, ruházat, cipő, gépek és szerszámok, nem nemesfémek
- Import: mezőgazdasági termékek, vegyi termékek, járművek és egyéb szállítóanyagok, optikai és precíziós műszerek, számítógép-kiegészítők és alkatrészek, félvezetők és kapcsolódó eszközök, olajtermékek, nem nemesfémek, élelmiszeripari termékek, textilanyagok

Portugália legfőbb külkereskedelmi partnerei 2017-ben:
- Export:  Spanyolország 25,2%,  Franciaország 12,5%,  Németország 11,3%, Egyesült Királyság 6,6%, Egyesült Államok 5,2%, Hollandia 4%
- Import:  Spanyolország 32%,  Németország 13,7%, Franciaország 7,4%, Olaszország 5,5%, Hollandia 5,4%

### Szolgáltatások
Az EU-ba lépés óta az idegenforgalom egyre jelentősebb bevételt hoz:
- 1998-ban 11 295 000 külföldi érkezett az országba (főként spanyolok és angolok),
- 2002-ben már 11 660 000.

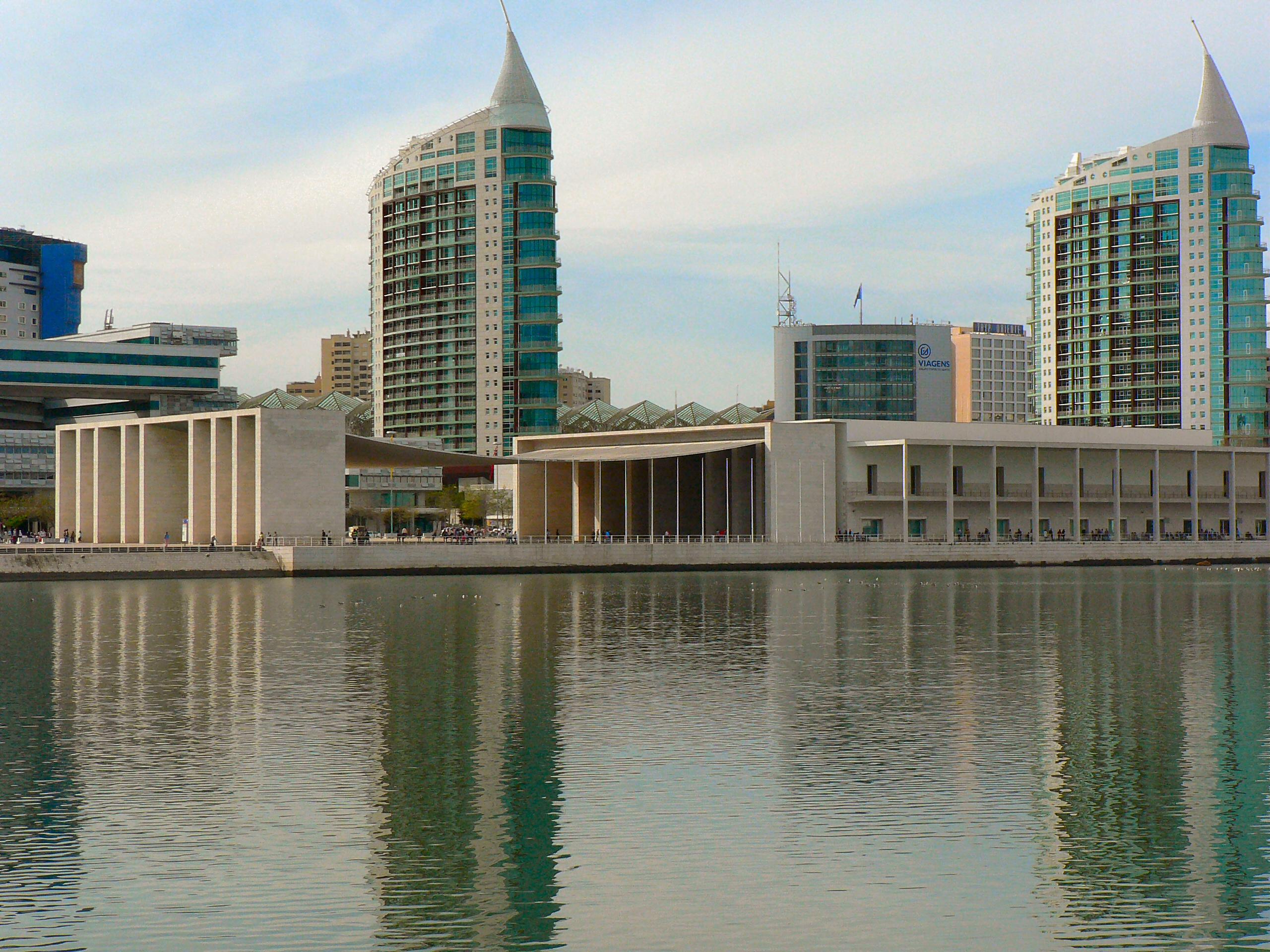
Parque das Nações, Lisszabon és egyben Portugália pénzügyi központja
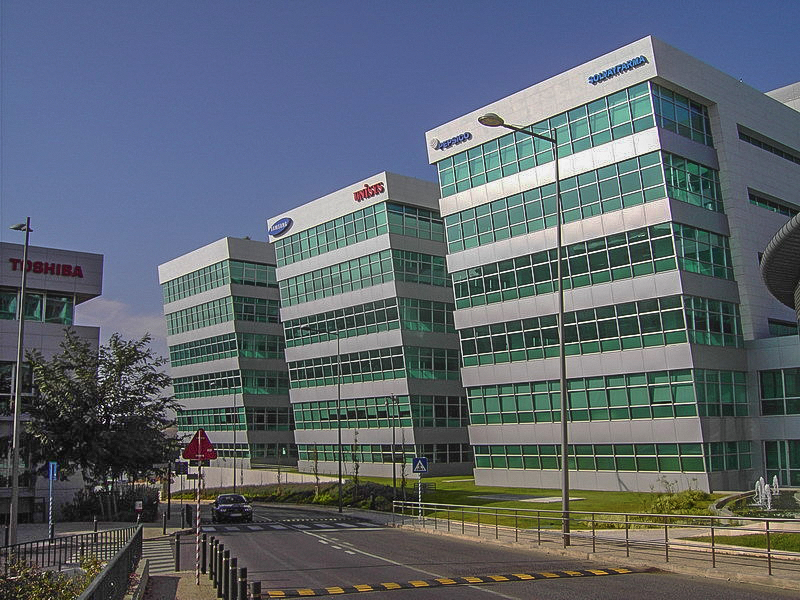
Oeiras negyede Lisszabonban több multinacionális cég portugál leányvállalatának a székhelye
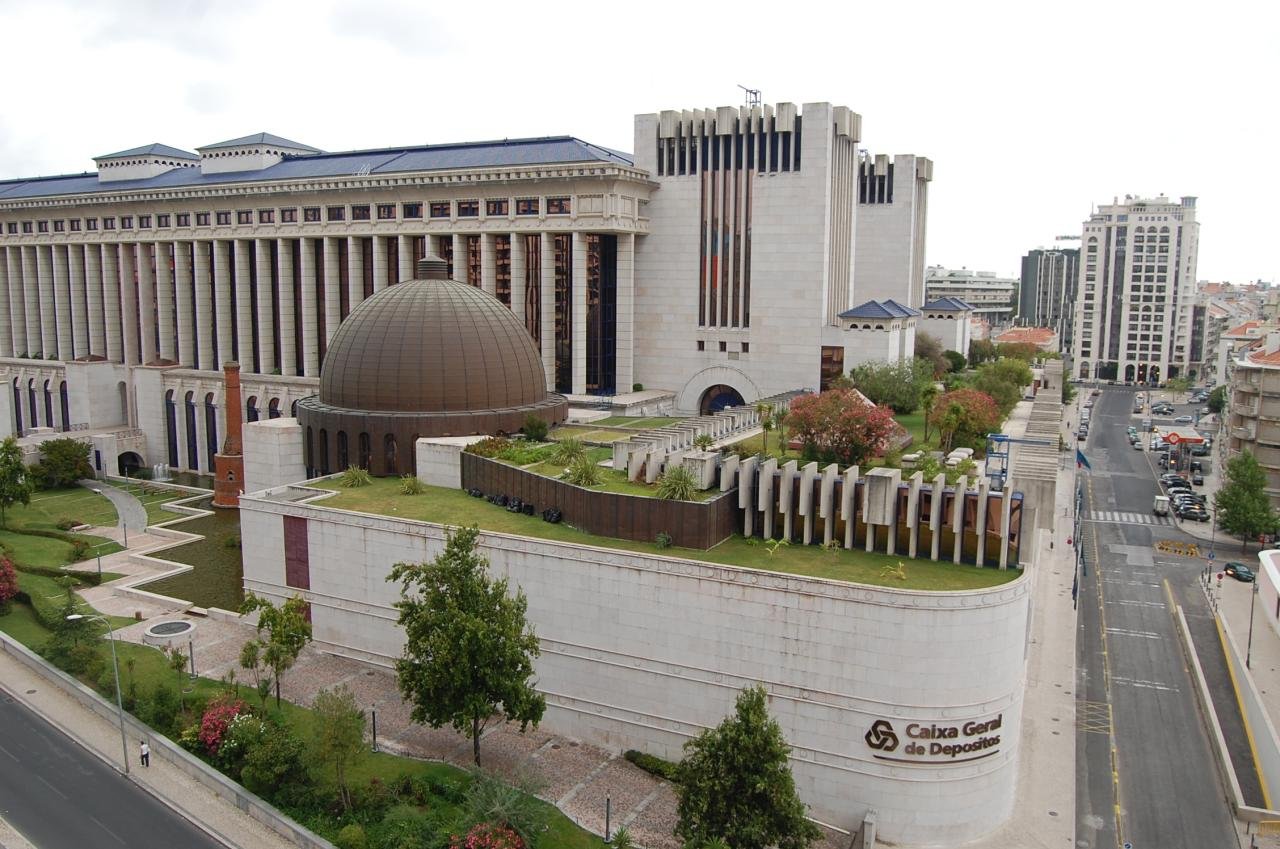
A Caixa Geral de Depósitos Bank székhelye
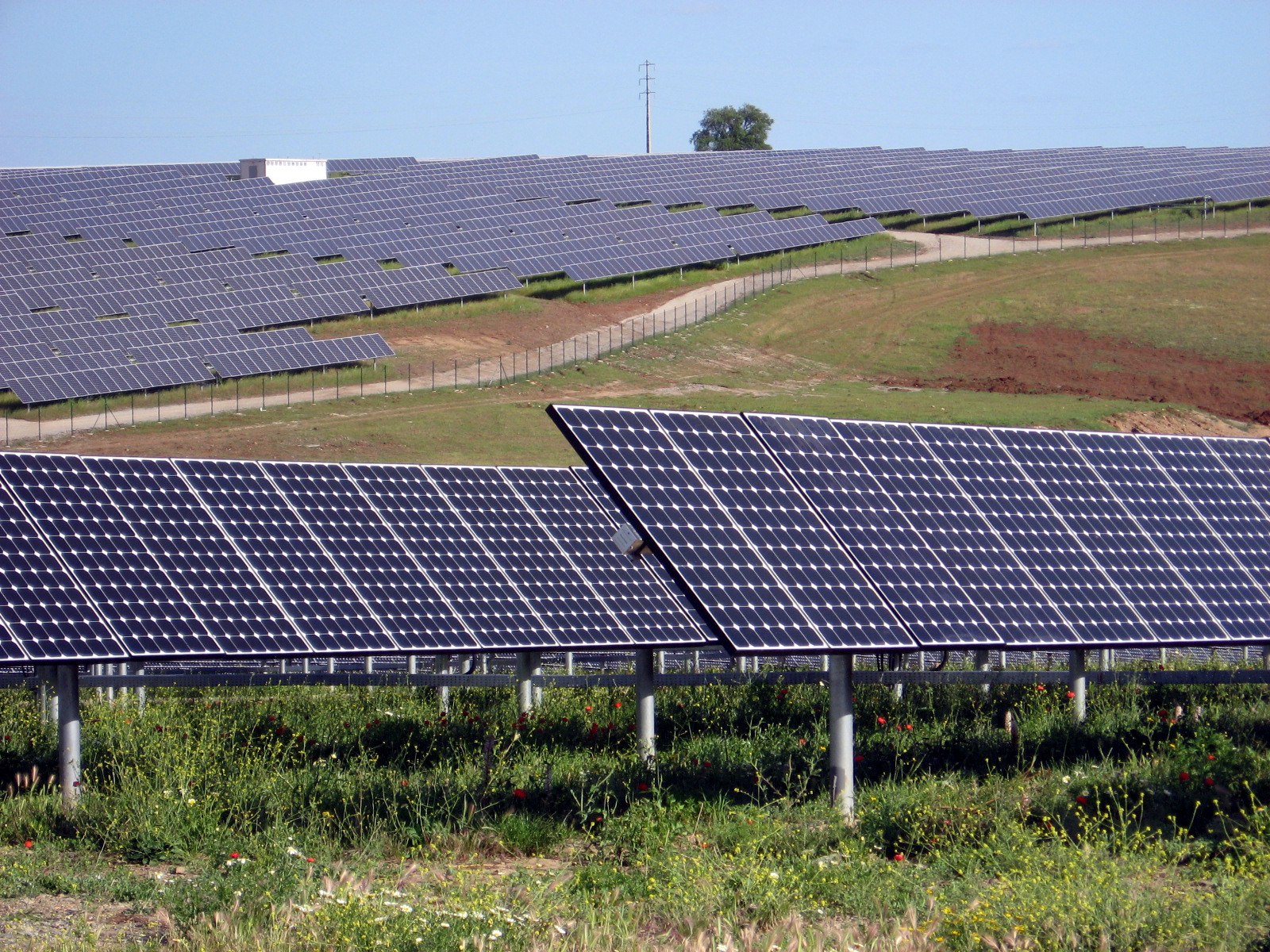
Naperőmű, Serpa
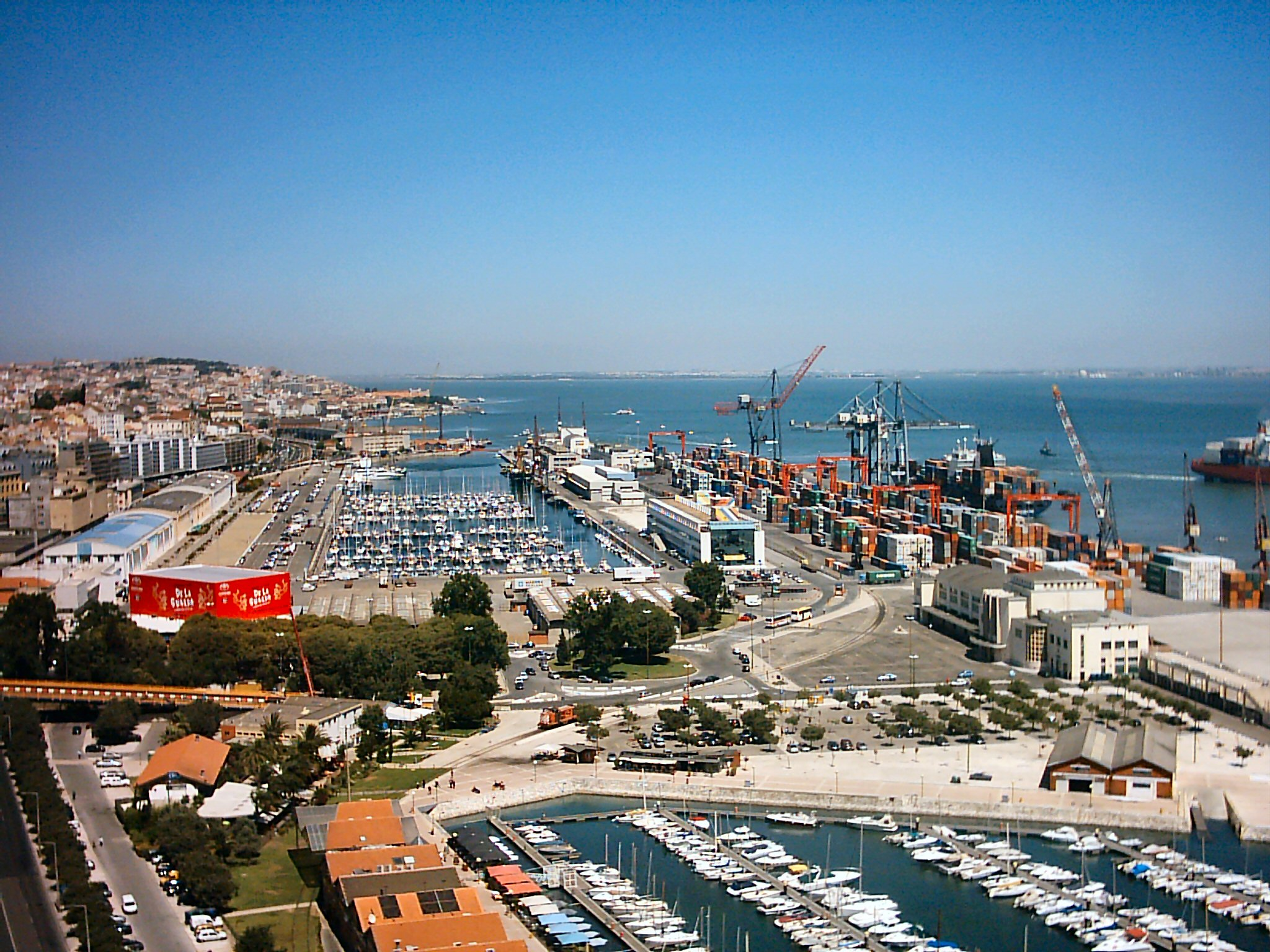
Lisszabon kikötője
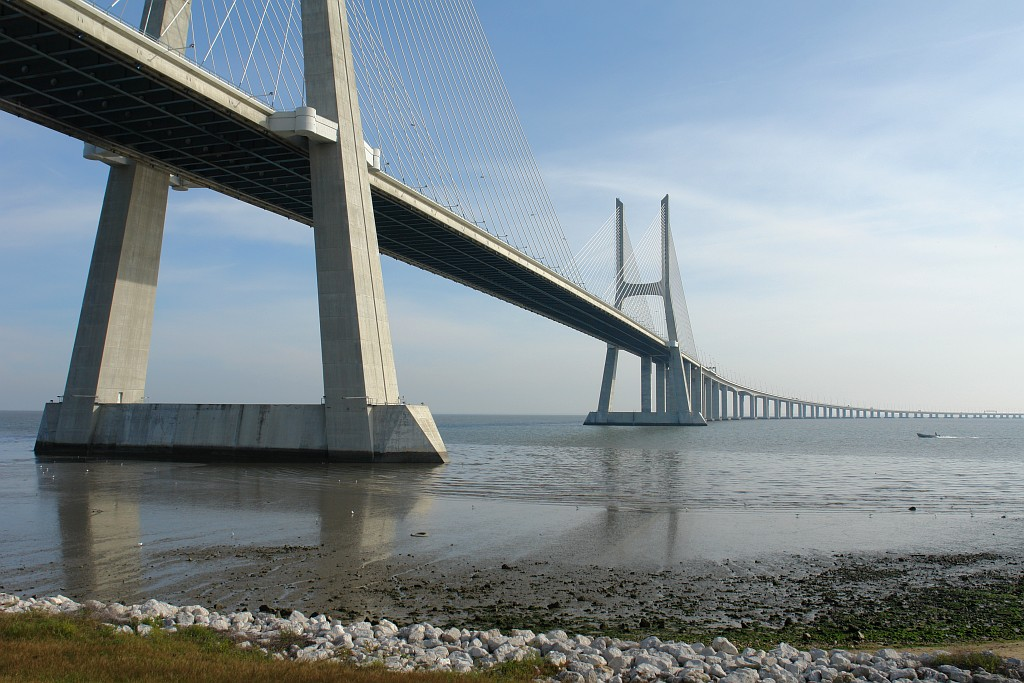
A Vasco da Gama híd az egyik leghosszabb híd Európában

## Kultúra
Portugália kultúrája az ókori római civilizáció latin kultúrájának gyökereihez visszavezethető, kelta befolyással, a római és az ibériai kelta kultúra keverékéből alakult ki, de hosszú történelme során számos nép befolyásolta az ország kultúráját.

## Közlekedés

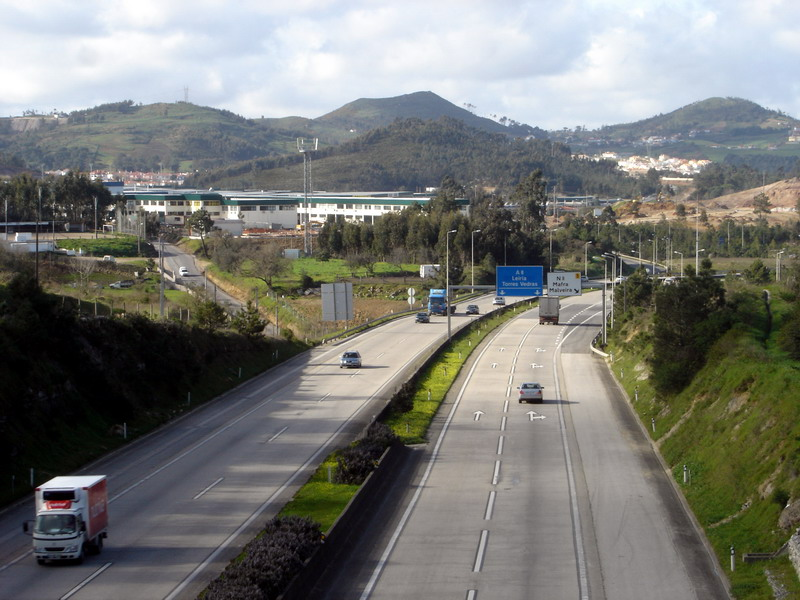
Az A8-as autópálya Malveira közelében

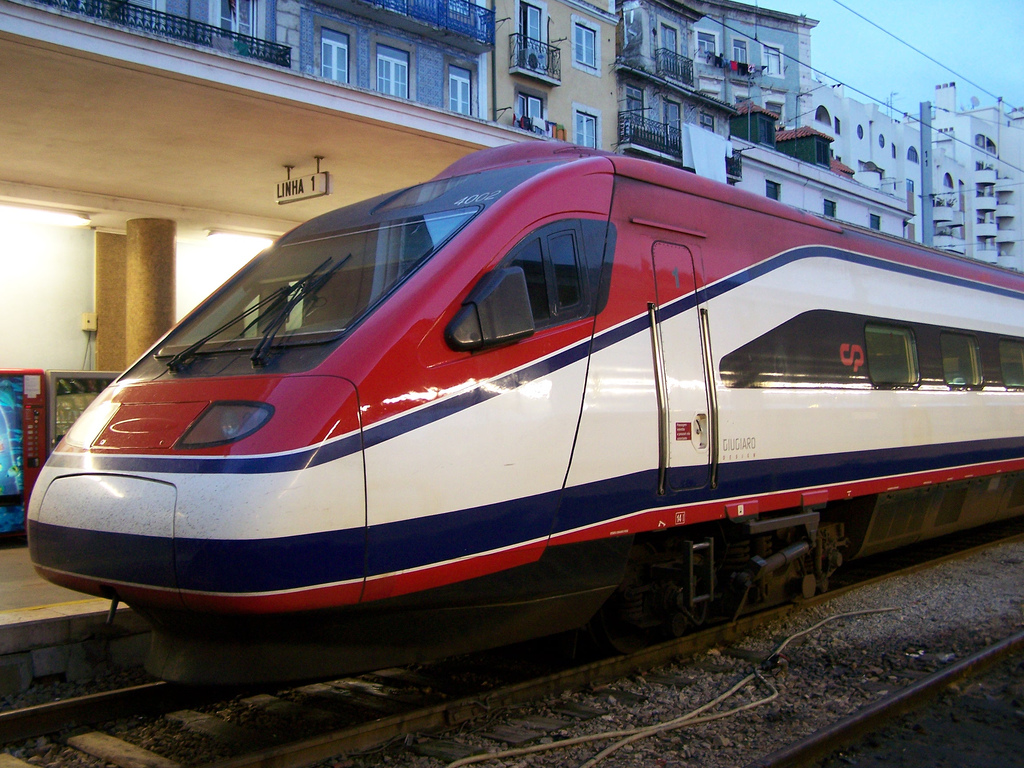
A portugál vasút Alfa Pendular vonata Lisszabon-Santa Apolonia pályaudvarán

### Légi
A kormány a közelmúltban úgy döntött, hogy új repülőteret épít Lisszabonon kívül, Montijó-ban, a lisszaboni Portelai repülőtér helyett.
2020-ban a legfontosabb repülőterek: Lisszabon, Porto, Faro, Funchal (Madeira) és Ponta Delgada (Azori-szigetek).
A nemzeti légitársaság a TAP Air Portugal.

### Vízi
A fő tengeri kikötők :
- Leixoes (PTLEI), Porto
- Porto de Aveiro (PTAVE)
- Lisszabon (PTLIS)
- Faro (PTFAO)
- Figueira Da Foz (PTFDF)
- Setúbal (PTSET)
- Sines (PTSIE)

## Telekommunikáció
| Hívójel prefix | CQ-CU |
| ITU zóna       | 37    |
| CQ zóna        | 14    |

## Turizmus
Portugália főleg az építészete, kultúrája, a kellemes klímája, tengerparti strandjai, természeti látnivalói és zarándokhelyei miatt látogatott. A legnépszerűbb úti célok Lisszabon, Porto, Fátima, a portugál riviéra (Costa do Estoril) és Algarve.
A legtöbb látogató Nyugat-Európából, Spanyolországból, az Egyesült Királyságból, Franciaországból, Németországból, Olaszországból, továbbá az USA-ból és Brazíliából érkezik.

### Kerékpáros turizmus
Az országon keresztül halad az EuroVelo nemzetközi kerékpárúthálózat első vonala, az Atlantic Coast Route Norvégiából indul, innen halad tovább az Egyesült Királyságba, valamint Írországba. Francia szakasza után Spanyolországon keresztül jut el ide, de mindig igyekszik az Atlanti-óceán partjai mellett haladni. Ebben az országban már majdnem teljesen kivitelezett, és Algarve tengerpartjait célozza meg. Végighalad Portugália tengerpartján, miközben olyan városokat érint, mint Lisszabon vagy Porto.

## Sportélete

### Labdarúgás
- A portugál sport kiválóságai: Joaquim Agostinho, Vitor Manuel Martins Baia, Paulo Manuel Carvalho Sousa, Mario Coluna, Rui Costa, Luis Filipe Madeira Caeiro Figo, Paulo Futre, Carlos Lopes, Rosa Mota, João Vieira Pinto, Cristiano Ronaldo, Eusébio, Nuno Gomes, Simão Sabrosa.

A portugál bajnokság élcsapatai:
- SL Benfica
- FC Porto
- Sporting CP
- CF Os Belenenses

Nemzeti válogatott:
- Európa-bajnokság: A portugálok 1984-ben, 1996-ban, 2000-ben, 2004-ben, 2008-ban és 2016-ban indultak Eb-n. 2016-ban az ország története során először megnyerték a tornát, a döntő hosszabbításában Franciaországot verve 1-0-ra.
- Világbajnokság: eddig kétszer jutottak be a legjobb négy közé (1966-ban és 2006-ban). A 2018-as, oroszországi világbajnokságon „csak” a legjobb 16 közé jutottak be.

## Ünnepek
Állami ünnepei:
- január 1., Újév (Ano Novo)
- mozgó ünnep, Húshagyókedd (Carnaval)
- mozgó ünnep, Nagypéntek (Sexta-Feira Santa)
- mozgó ünnep, Húsvét (Páscoa)
- április 25. A szabadság napja (Dia da Liberdade), az 1974-es szegfűk forradalmának (Revolução dos Cravos) évfordulója
- május 1. A munka ünnepe (Dia do Trabalhador)
- mozgó ünnep, Úrnapja (Corpo de Deus)
- június 10. Portugália napja (Dia de Portugal, de Camões e das Comunidades Portuguesas), Luís de Camões (1525–1580) nemzeti költő halálának napja
- augusztus 15. Mária mennybemenetele (Assunção de Nossa Senhora)
- október 5. A köztársaság 1910-es kikiáltásának ünnepnapja (Implantação da República)
- november 1. Mindenszentek (Todos os Santos)
- december 1. A függetlenség helyreállításának napja (Restauração da Independência) – 1640. december elsején lázadt fel Portugália (sikeresen) a spanyol-portugál perszonálunióból kiválásért
- december 8. Szűz Mária szeplőtelen fogantatása, Portugália védőszentjének napja (Imaculada Conceição)
- december 25. Karácsony (Natal)